# Cuisine des produits de la vigne
 (février 2016).

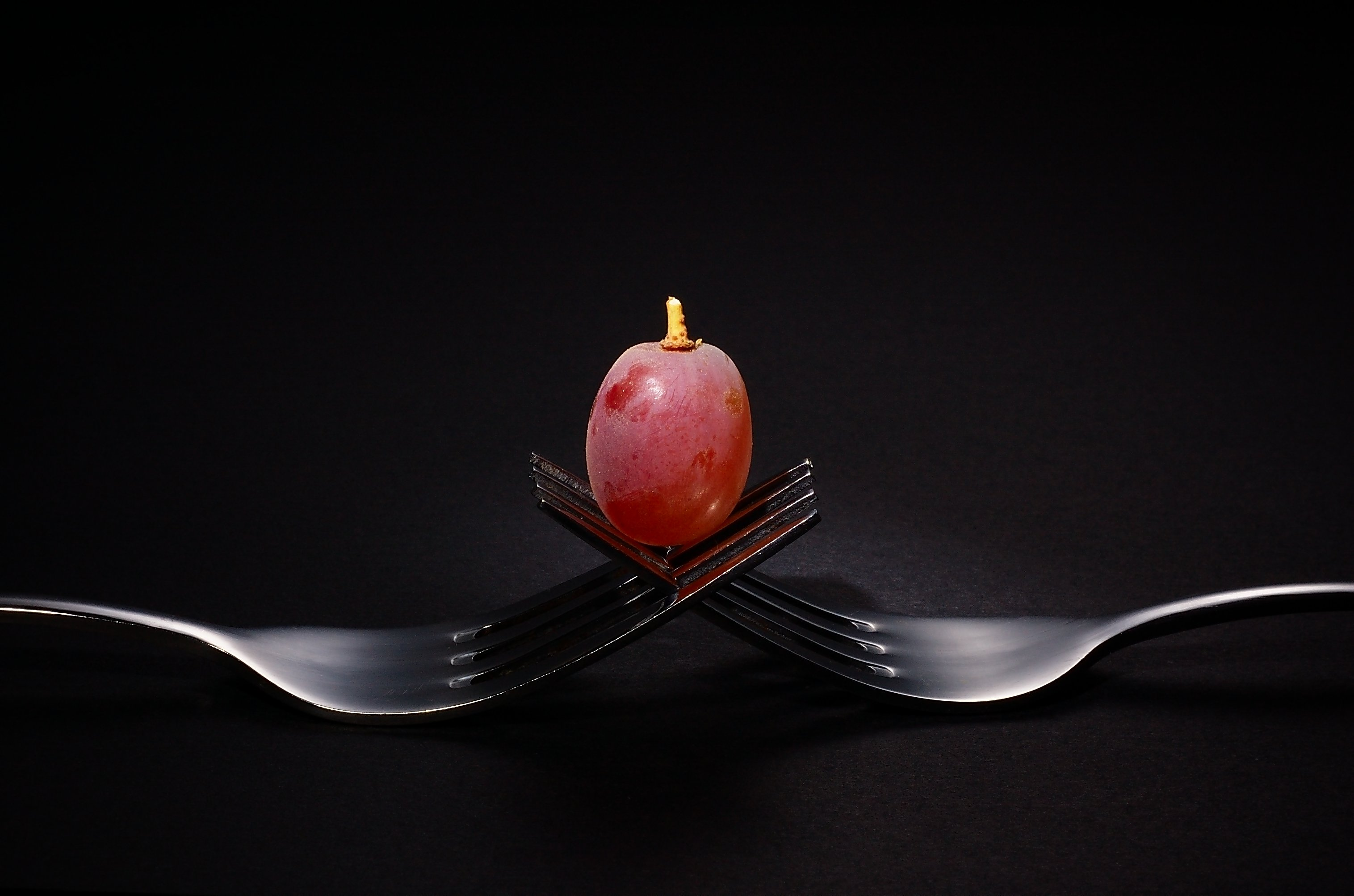

La cuisine des produits de la vigne est réalisée à partir de plusieurs parties des vignes à raisin, comme la feuille ou le fruit. Cependant c'est notamment dans la transformation du fruit que la diversité alimentaire a connu son plus grand développement. Essentiellement liquides, ces ingrédients sont utilisés comme mouillant, acidifiant et sucrant. De très nombreuses sauces y ont recours. Ce sont de bons supports aux épices et les déglaçages en sont bénéficiaires.

## Raisin

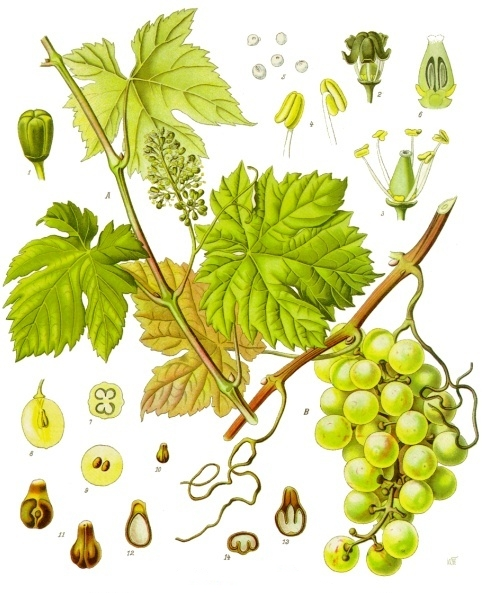
Vitis vinifera L., 1753, dessin de Franz Eugen Köhler.

Le fruit de la vigne, le raisin est très riche en eau et en sucre.
Depuis les débuts de la viticulture, de très nombreux cépages de raisin de table ont été créés. Parmi les caractères recherchés, l'absence de pépins est une qualité indispensable pour la dessication qui donne les raisins secs. Parmi les raisins apyrènes, sans pépins, la sultanine est le cépage le plus cultivé au monde avec 400 000 hectares en 2001. D'autres qualités recherchées peuvent être le croquant de la pulpe, son juteux, les arômes — dont le plus connu est le muscat — ou la couleur de la pellicule.
Longtemps resté parent pauvre face au vin, notamment à cause d'une saison relativement courte, le raisin de table a commencé à se faire connaitre en France grâce au travail des viticulteurs de Thomery. Leur inventivité pour obtenir une bonne maturité comme pour conserver le raisin plusieurs mois a permis au chasselas de Thomery de devenir un fruit recherché sur les tables parisiennes. Actuellement, deux appellations d'origine protégées ont été créées en France : le chasselas de Moissac et le muscat du Ventoux. En Turquie, une AOP turque d’excellence concerne les raisins secs « sultanine d’Égée ».

### Raisin cru

#### Raisin de table

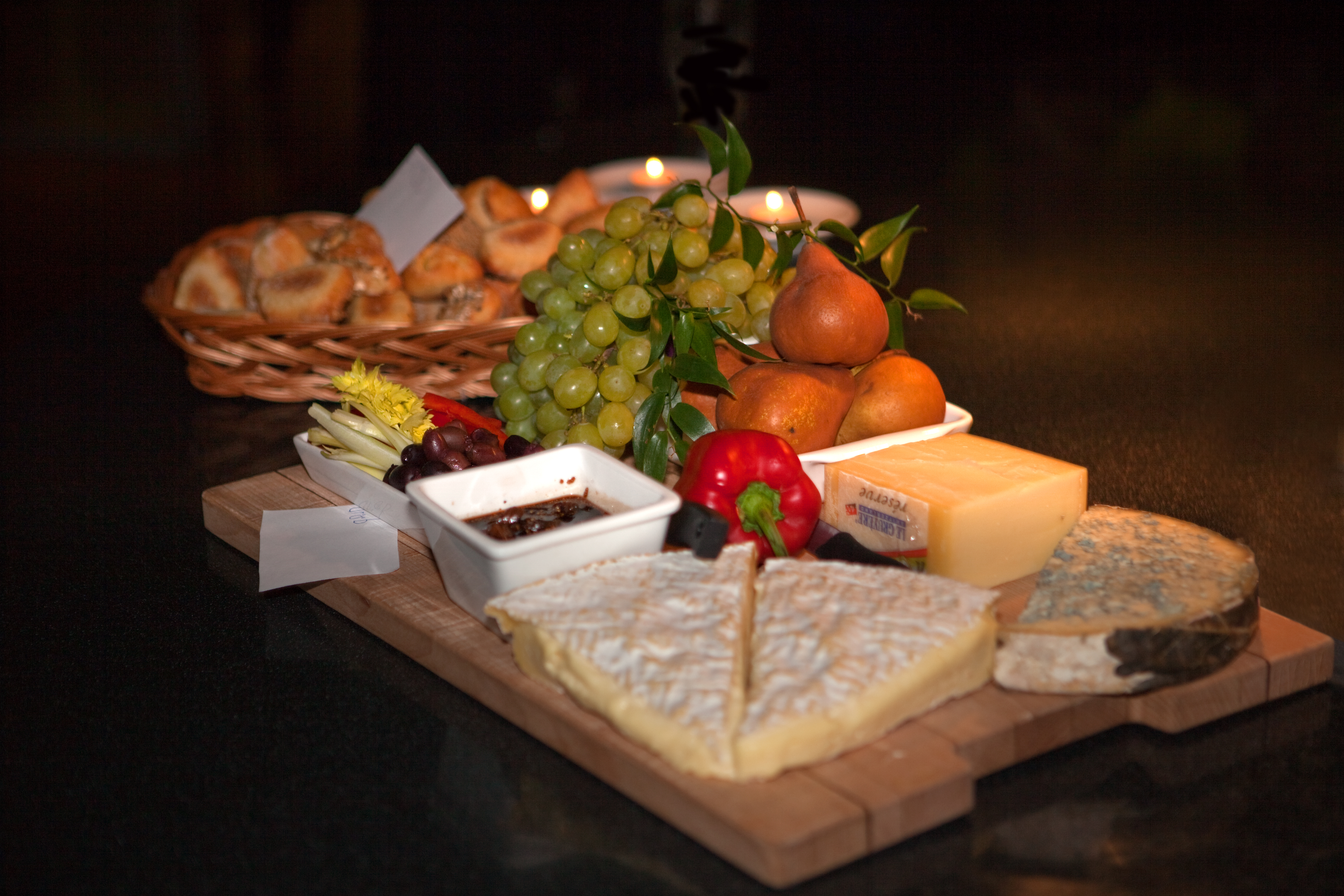
Fromage et fruits.

| Élément                                       | Quantité pour 100 g |
| --------------------------------------------- | ------------------- |
| Eau                                           | 78 à 82 g           |
| Glucides (glucose et fructose principalement) | 16 à 18 g           |
| Protéines                                     | 0,7 g               |
| Matières grasses                              | 0,3 g               |
| Sodium                                        | 3 mg                |
| Potassium                                     | 183 mg              |
| Calcium                                       | 15 mg               |
| Phosphore                                     | 20 mg               |
| Magnésium                                     | 9 mg                |
| Soufre                                        | 8 mg                |
| Fer                                           | 0,5 mg              |
| Cuivre                                        | 0,1 mg              |
| Vitamine A                                    | 0,05 mg             |
| Vitamine B1 (thiamine)                        | 0,05 g              |
| Vitamine B2 (riboflavine)                     | 0,03 mg             |
| Niacine                                       | 0,3 mg              |
| Vitamine C (acide ascorbique)                 | 0,5 à 11 mg         |
| Acide malique                                 | 0,5 à 2 g           |
| Acide tartrique                               | 0,3 à 0,7 g         |
| Acide citrique                                | 0,02 à 0,05 g       |
| Acide pyruvique                               | 0,002 à 0,007 g     |
| Esters éthyliques                             | 0,01 à 0,1 g        |
| Apport énergétique                            | 64 à 72 Kcal        |

##### Consommation du raisin de table
Il est consommé à l'automne comme fruit comme dessert, en en-cas et participe aux salades de fruits.
C'est un produit de saison qui se conserve peu. Autrefois, des procédés complexes de conservation permettaient de faire durer la période de vente plusieurs mois, comme pour le chasselas de Thomery qui fournissait la cour royale. Le développement des chambres de réfrigération et des échanges commerciaux entre les deux hémisphères permet une consommation annuelle.

##### Cure uvale

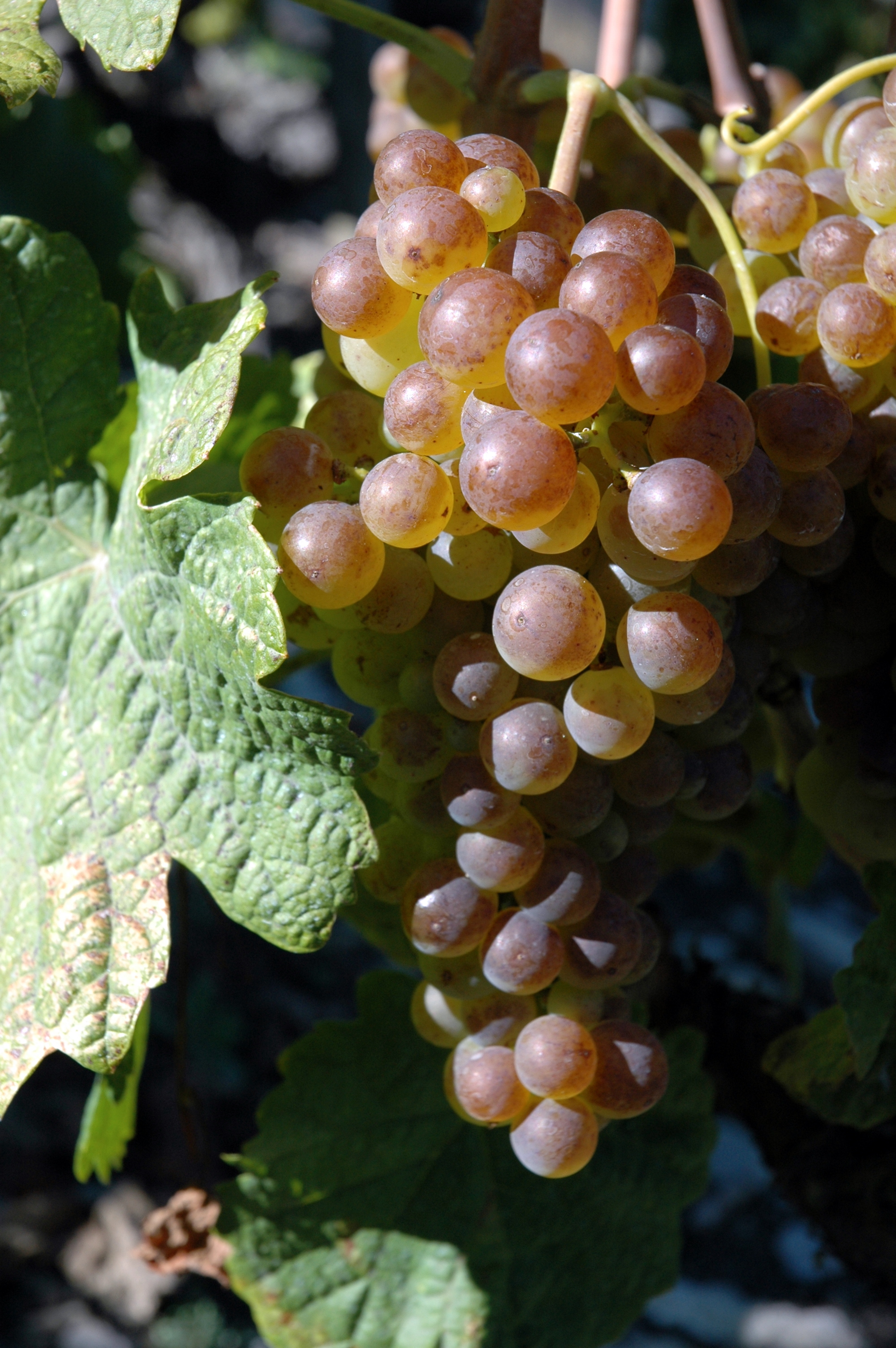
Chasselas préconisé pour sa pellicule fine.

Cette pratique très ancienne était déjà préconisée dans l'Antiquité, avant que des études médicales sérieuses ne se penchent sur ses vertus.
La cure de raisin est une cure alimentaire qui consiste à se nourrir exclusivement de raisin durant quelques jours à plusieurs semaines. Cette pratique est préconisée par les naturopathes depuis plusieurs décennies, dans des ouvrages, ou des sites web de régime,,. Le raisin agirait en éliminant les toxines, accroîtrait le tonus, diminuerait la fatigue ou améliorerait le transit du tube digestif. Outre une hypothétique perte de poids (graisse et pas muscles), elle contribuerait à la régulation du cholestérol et améliorerait l'état de santé général.
La consommation de raisin doit privilégier une origine biologique. On doit bien laver le fruit pour en éliminer les résidus de produits phytosanitaires. Les variétés à peau fine (chasselas, muscat) sont à privilégier : la pellicule épaisse de cépages comme l'Italia pourrait irriter l'intestin.
La durée conseillée varie selon les sujets et leur état de santé, de quelques jours à plusieurs mois sous le contrôle d'un naturopathe. La cure doit être précédée d'une préparation de l'organisme de trois jours et suivie d'un accompagnement du système digestif vers une alimentation plus variée de trois jours également.
Des voix médicales attirent cependant les consommateurs sur les possibles dangers de cette pratique sans précaution. Pour les malades souffrant du diabète de type 1, la quantité de sucres rapidement assimilables est inadaptée. De même, les femmes enceintes et les personnes sous traitement médical doivent en parler à leur médecin.

### Raisin cuit

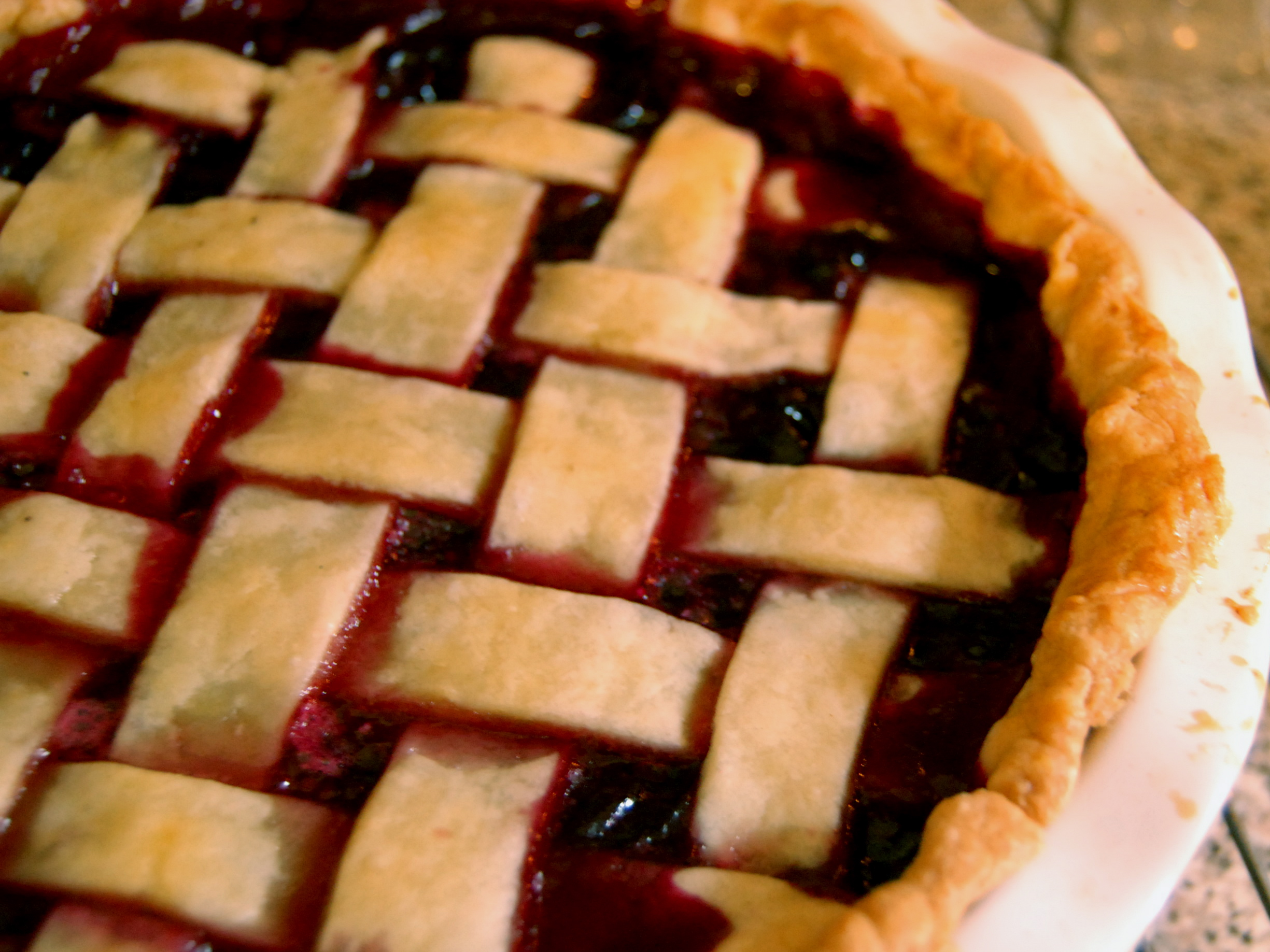
Tarte aux raisins.

En tant que fruit, le raisin peut bien évidemment être cuit en confiture. L'épépinage se fait à la main ou en passant le raisin au moulin à légume. Dans ce cas, la pellicule est également éliminée.
La quantité de sucre contenue dans le raisin permet de l'utiliser comme agent sucrant. Par exemple, dans le raisiné du Périgord ou celui de Bourgogne ; dans les deux cas, il s'agit d'une réduction de jus de raisin dans laquelle sont incorporés des fruits (pommes, poires, coings, etc.) ou des légumes (carottes, potiron, etc.). Durant la Seconde Guerre mondiale, le jus de raisin concentré a été utilisé comme succédané du sucre.
Dans le même procédé de fabrication, on peut également citer le pekmez turc ou le vin cuit suisse.

## Sous-produits du raisin
Le raisin est un produit frais qui ne conserve pas très longtemps, même si les techniques utilisées à Thomery ou la réfrigération ont permis d'allonger la période de consommation. Le jus de raisin, lui, est un produit très instable : il ne se conserve que quelques heures à température ambiante. Cependant, les agents microbiens qui le dégradent, levures, bactéries, le transforment en produits plus stables et tout aussi recherchés en cuisine.

### Jus de raisin

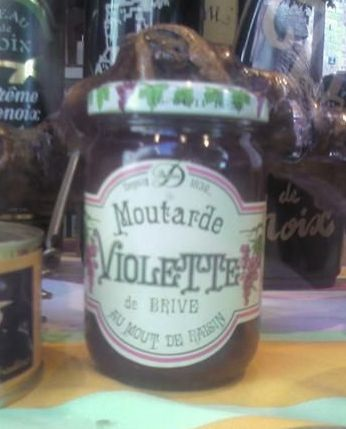
Moutarde violette de Brive.

Produit frais ou conservé par stérilisation, le jus de raisin est une boisson. Utilisé nature ou en cocktail, il apporte une note très sucrée mais aussi acide. Il peut être utilisé en cuisine pour déglacer certains plats.
Le verjus est un jus de raisin immature ou du jus de grappillon. Peu sucré et très acide, il a longtemps été utilisé en cuisine (et particulièrement dans la cuisine médiévale), notamment pour les sauces, avant d'être supplanté par le vinaigre et le jus de citron. Depuis quelques années, les gourmets qui l'apprécient en retrouvent l'usage grâce à son retour sur les rayonnages d'épicerie fine mais aussi de la grande distribution.
La moutarde violette de Brive est un condiment fabriqué uniquement à Brive. Elle tire son nom de sa couleur, due à la présence de moût de raisin dans sa composition. Elle est souvent servie avec le boudin noir ou le boudin aux châtaignes. Elle accompagne aussi les viandes, les crudités et les magrets. L'histoire raconte que le pape Clément VI, originaire de Rosiers-d'Égletons, en Corrèze, fit venir à Avignon de la moutarde violette par un moutardier corrézien. Il s'agissait de maître Javbertie, épicier à Turenne qui fut nommé Grand Moutardier du Pape.

### Vin
Le vin est le produit de la vigne le plus important comme boisson : dans les pays consommateurs, il est très souvent présent lors des repas. Sa présence en cuisine n'est pas moindre pour autant.
Le vin blanc est régulièrement utilisé comme ingrédient. Son acidité s'équilibre bien avec le gras, lui ôtant un excès de lourdeur. Cette acidité affine aussi la viande ou le poisson ; elle permet de briser les fibres de la chair pour la rendre plus tendre. Le rôle du vin blanc est similaire à celui du jus de citron utilisé dans les mêmes conditions ; autrefois, le verjus a aussi rempli cette mission. Le vinaigre combine l'acidité avec une sensation brûlante qui confère aux recettes où il est employé un côté aigre-doux caractéristique.
Comme moyen d'équilibrer le gras, le vin blanc intervient dans la préparation de sauces, comme pour la sauce marinière, le beurre blanc, la sauce lyonnaise, etc. Le déglaçage des sucs de cuisson est aussi un rôle que le vin blanc peut remplir parfaitement ; réalisé avec un vin blanc sucré, il donnera une sauce aigre-douce ou sucrée-salée. Dans la fondue au fromage, la vivacité du vin blanc sec s'équilibre avec le gras du fromage. La fraîcheur du vin en boisson de table s'oppose aussi à la chaleur de la fondue.
Dans les marinades, c'est son pouvoir d'attendrir les fibres protéiques qui est utilisé. Parfois, il permet même de se passer de cuisson, comme dans le carpaccio de thon à l'italienne.
Le vin blanc est aussi utilisé comme mouillant pour une cuisson lente. Dans ce type de plat, il combine l'assouplissement de la viande et l'équilibre du gras de la sauce. Il joue ce rôle dans le cas de la choucroute, du baeckeoffe ou du risotto et dans les fonds de sauce de préparations de viandes blanches comme dans l'osso buco ou la blanquette de veau, la poularde aux morilles et ses variantes, le poulet à la comtoise et le coq au vin jaune, le lapin ou avec la charcuterie comme pour les diots, les tripous. Il est aussi utilisé pour préparer les plats de poissons et fruits de mer qu’il accompagne à table, comme par exemple la pôchouse de Bourgogne, le navarin de lotte, la blanquette de limande, les moules au vin blanc ou un pot-au-feu de la mer.
Une règle communément admise par les gastronomes est de servir à table le même vin que celui qui a été utilisé en cuisine.

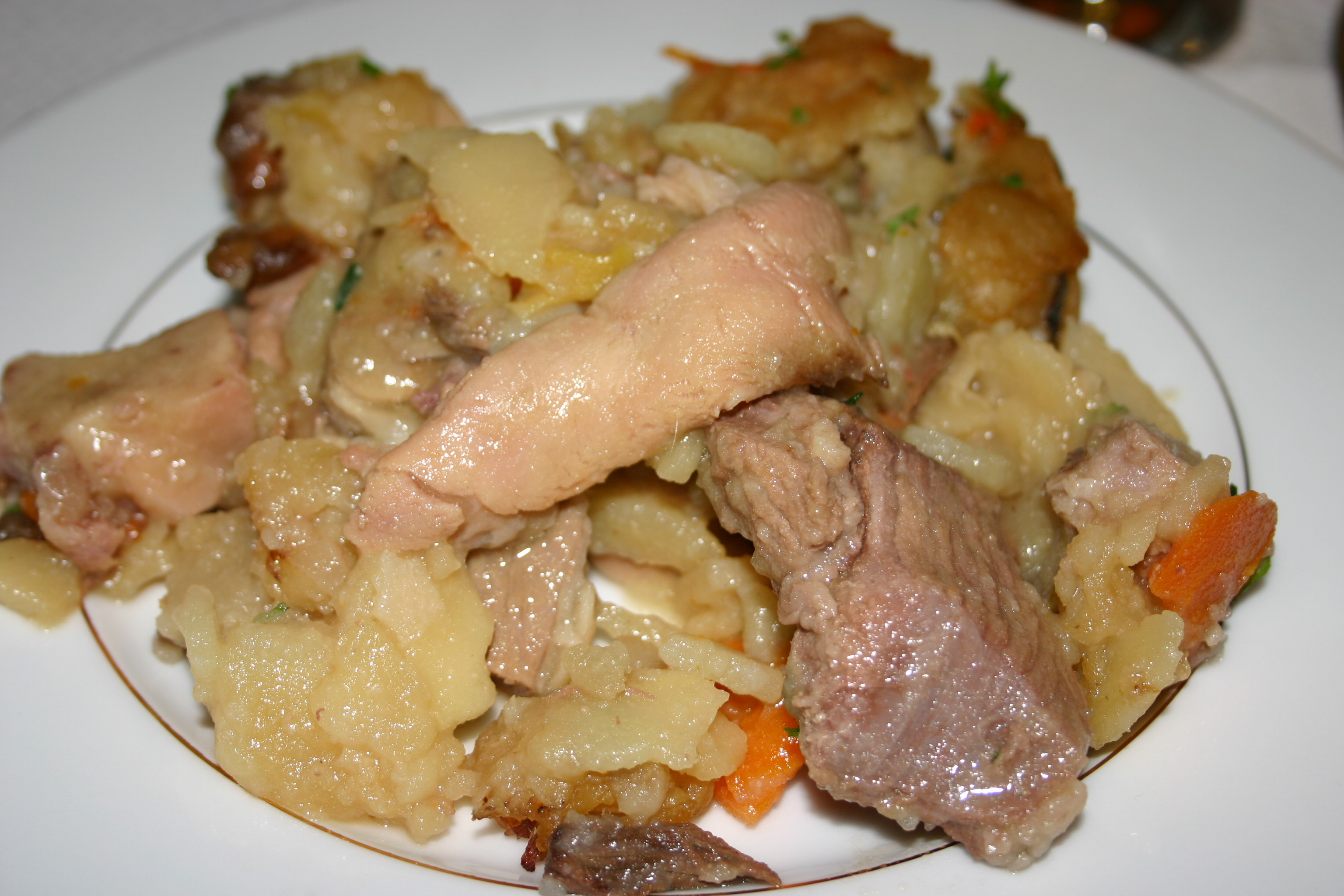
Baeckeoffe cuisiné au vin blanc.
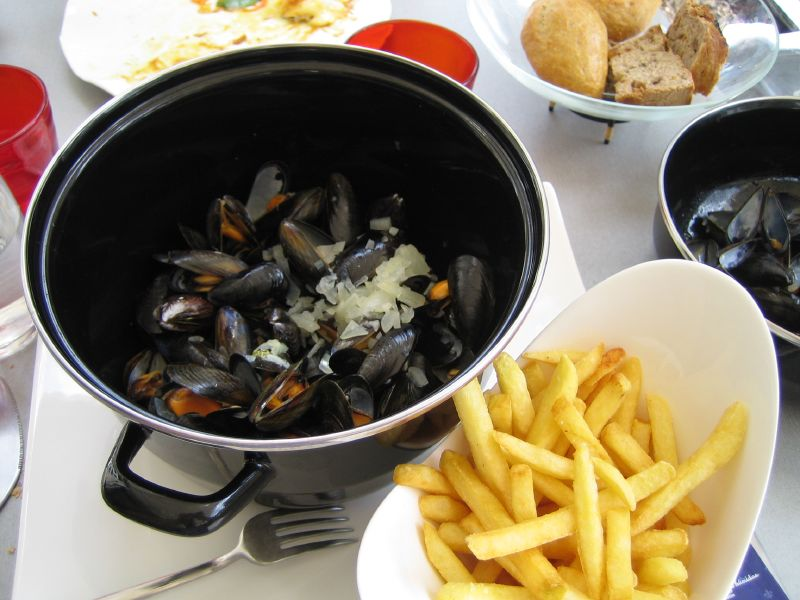
Moules au vin blanc et frites.
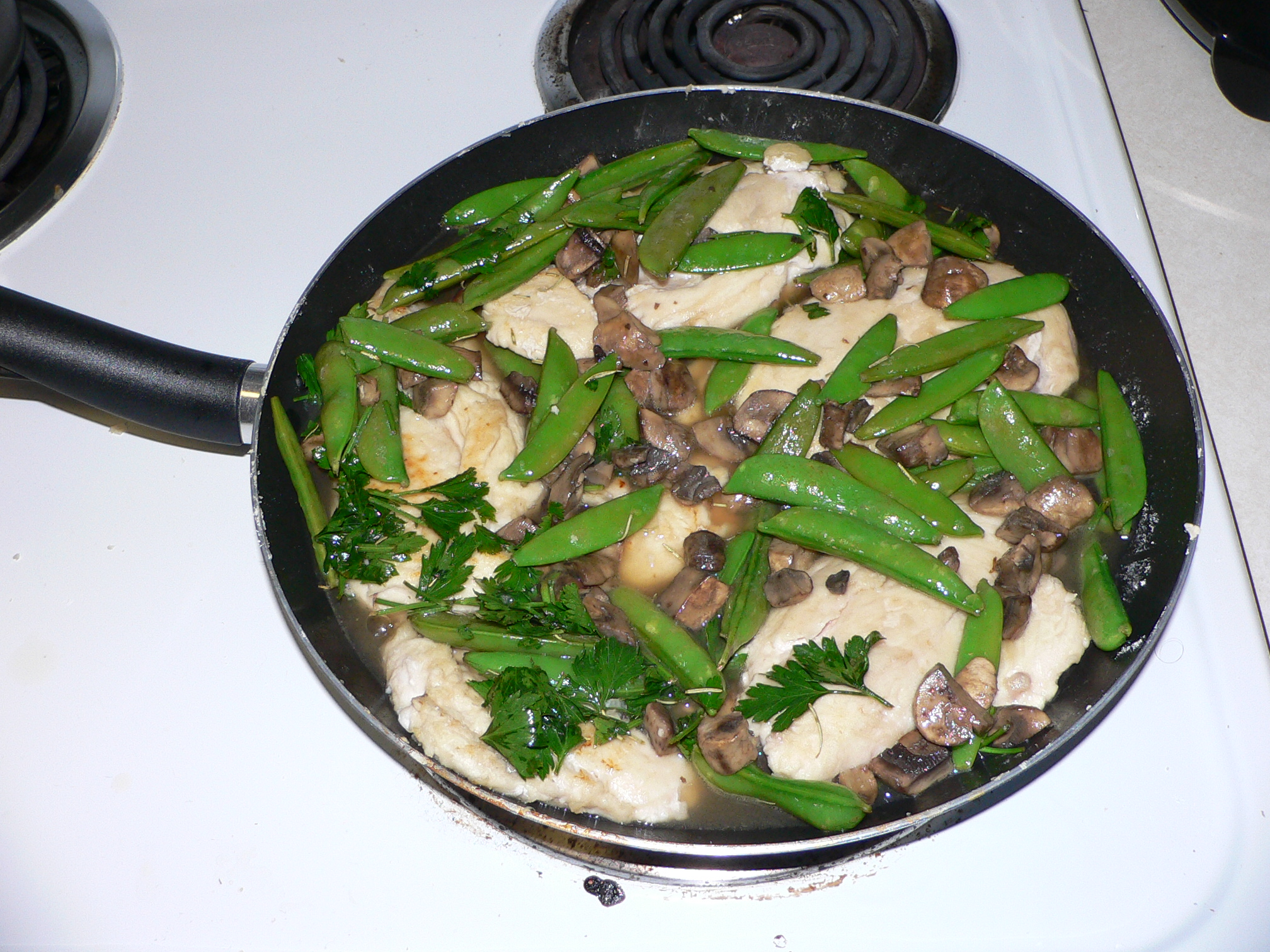
Poulet au marsala.
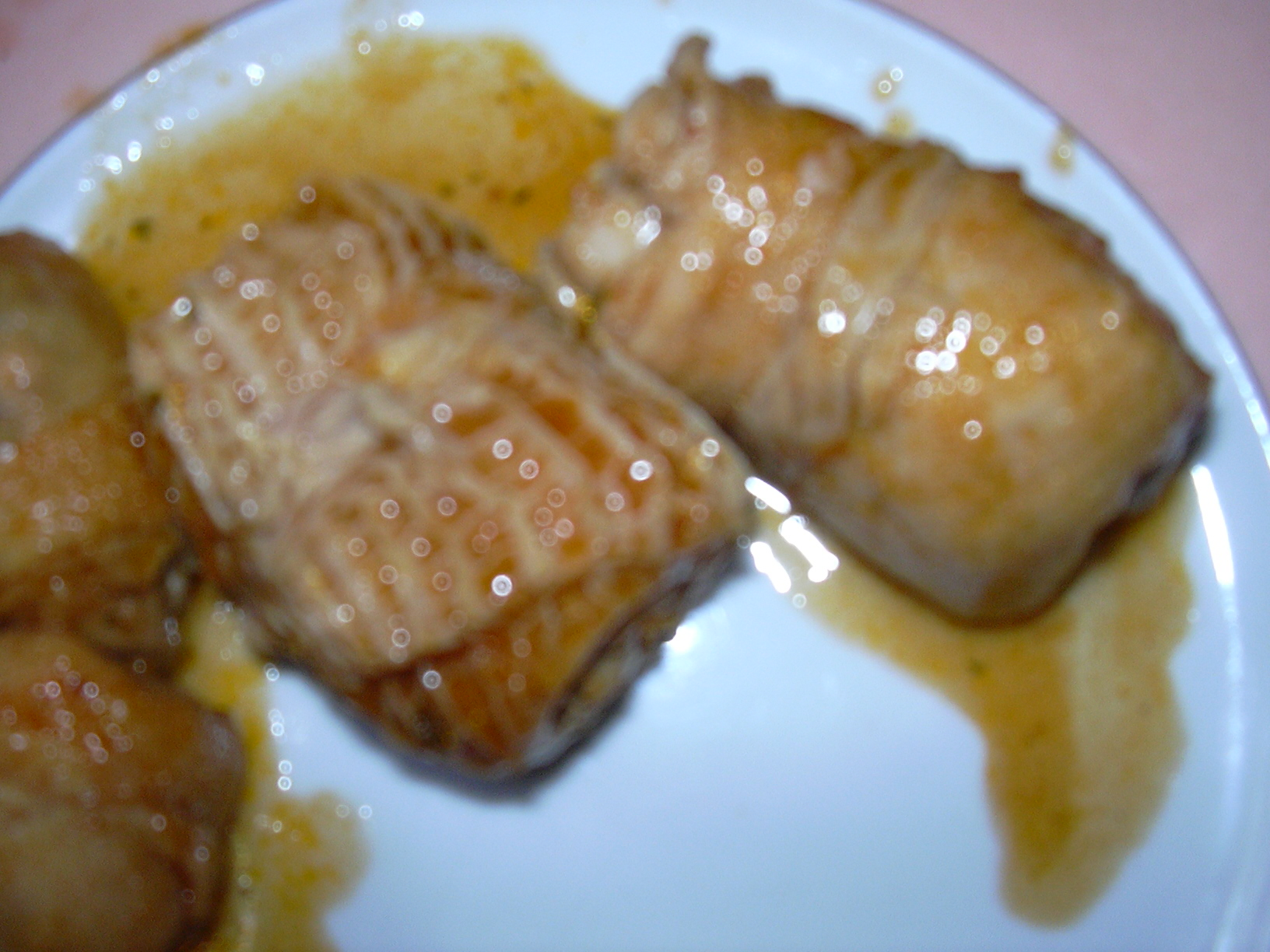
Tripous aveyronnais.
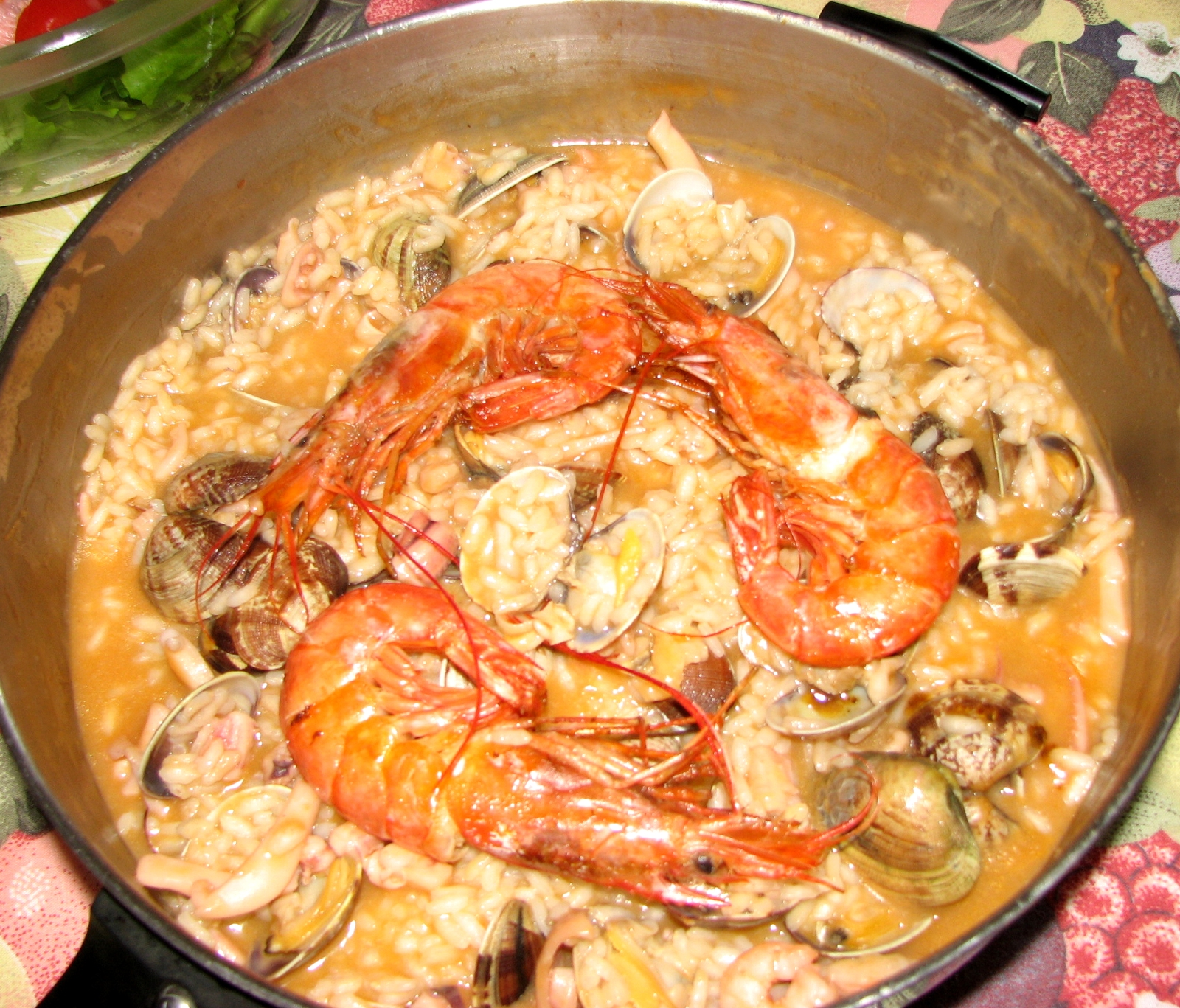
Risotto aux gambas.
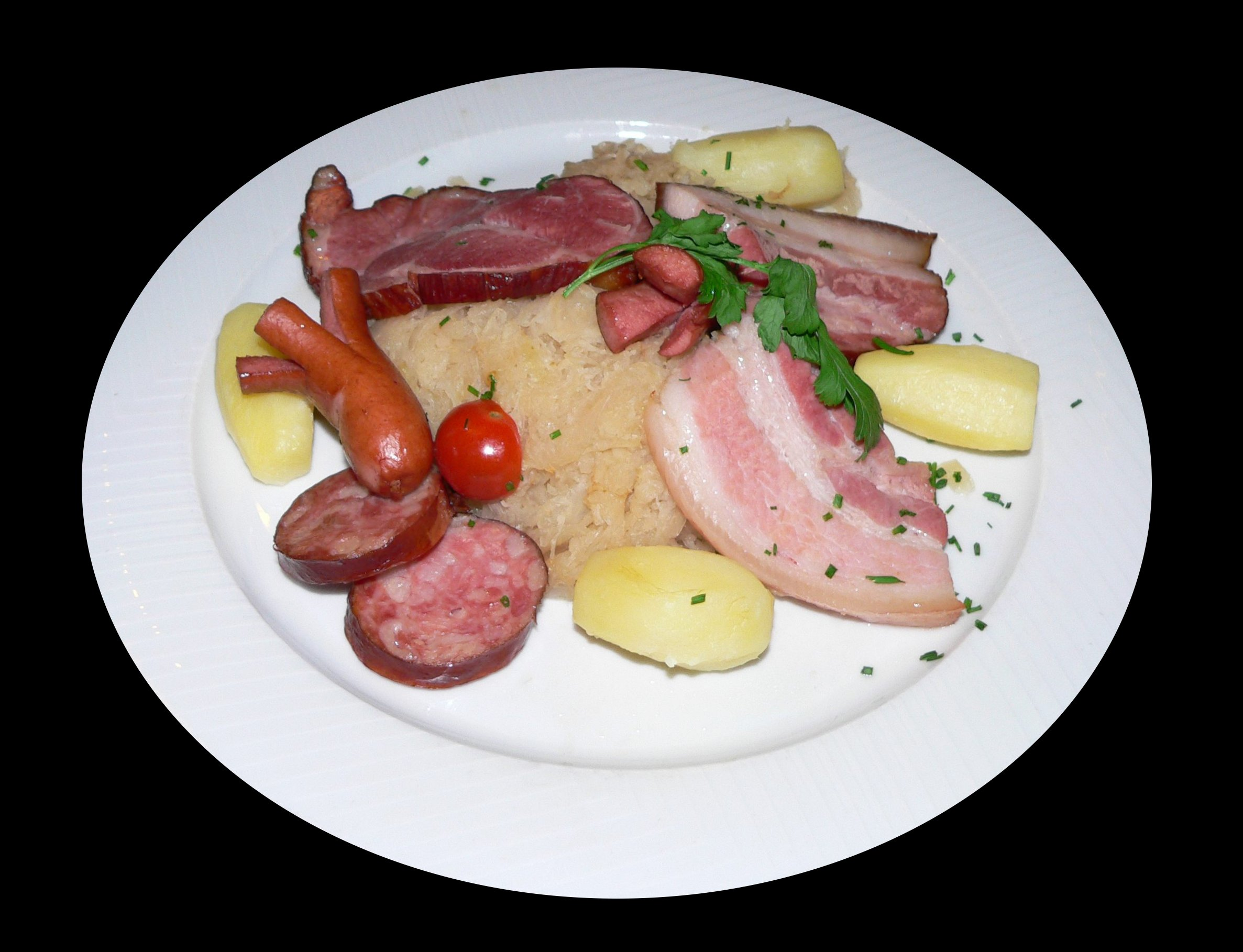
Choucroute garnie alsacienne.
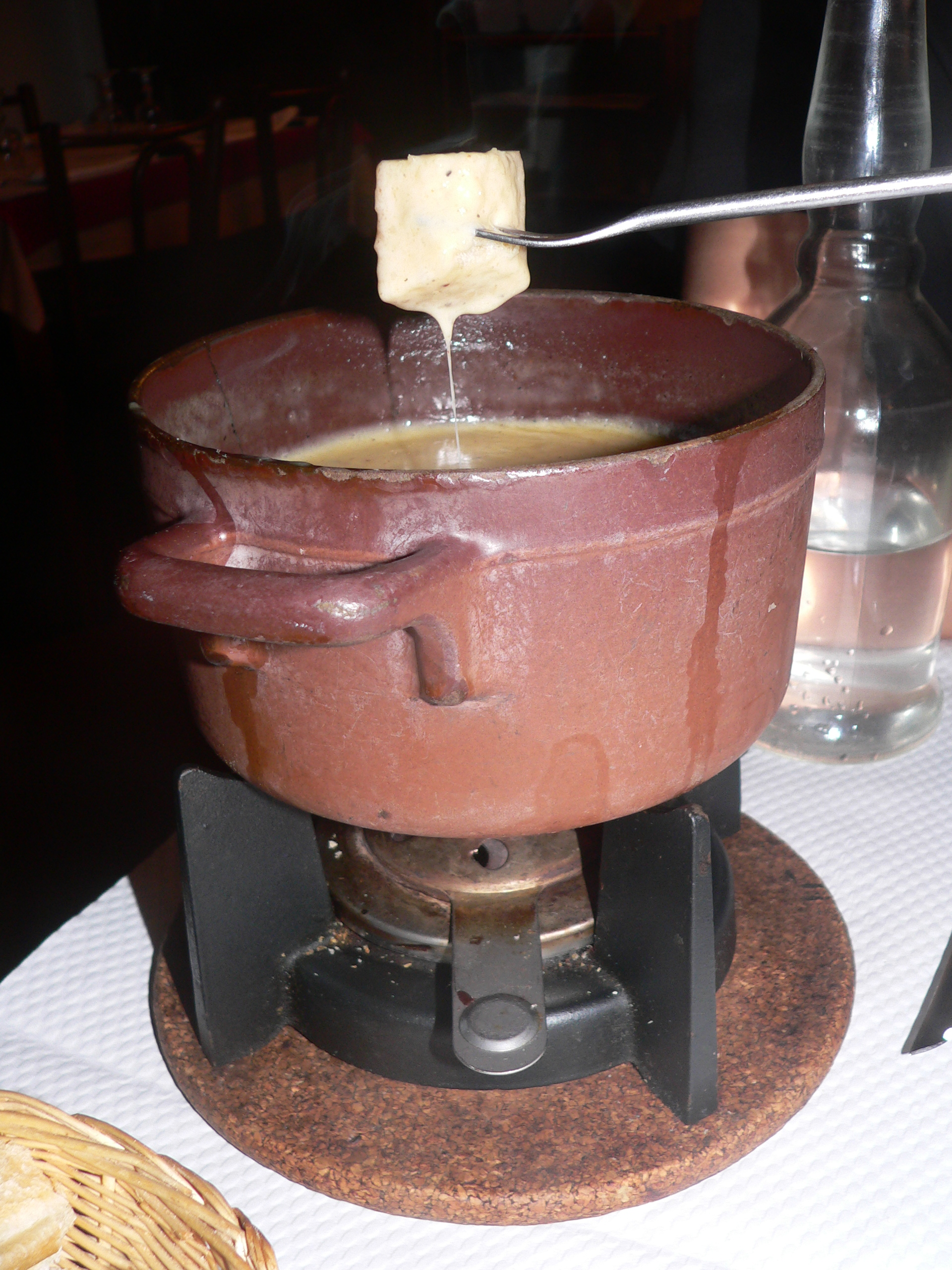
Fondue au fromage.
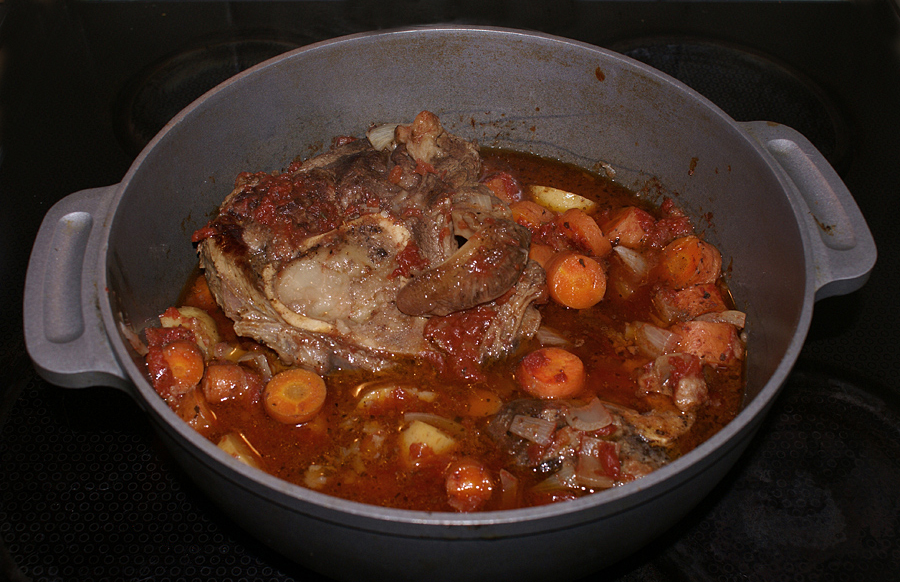
Osso bucco.

### Eau-de-vie de marc et eau-de-vie de vin

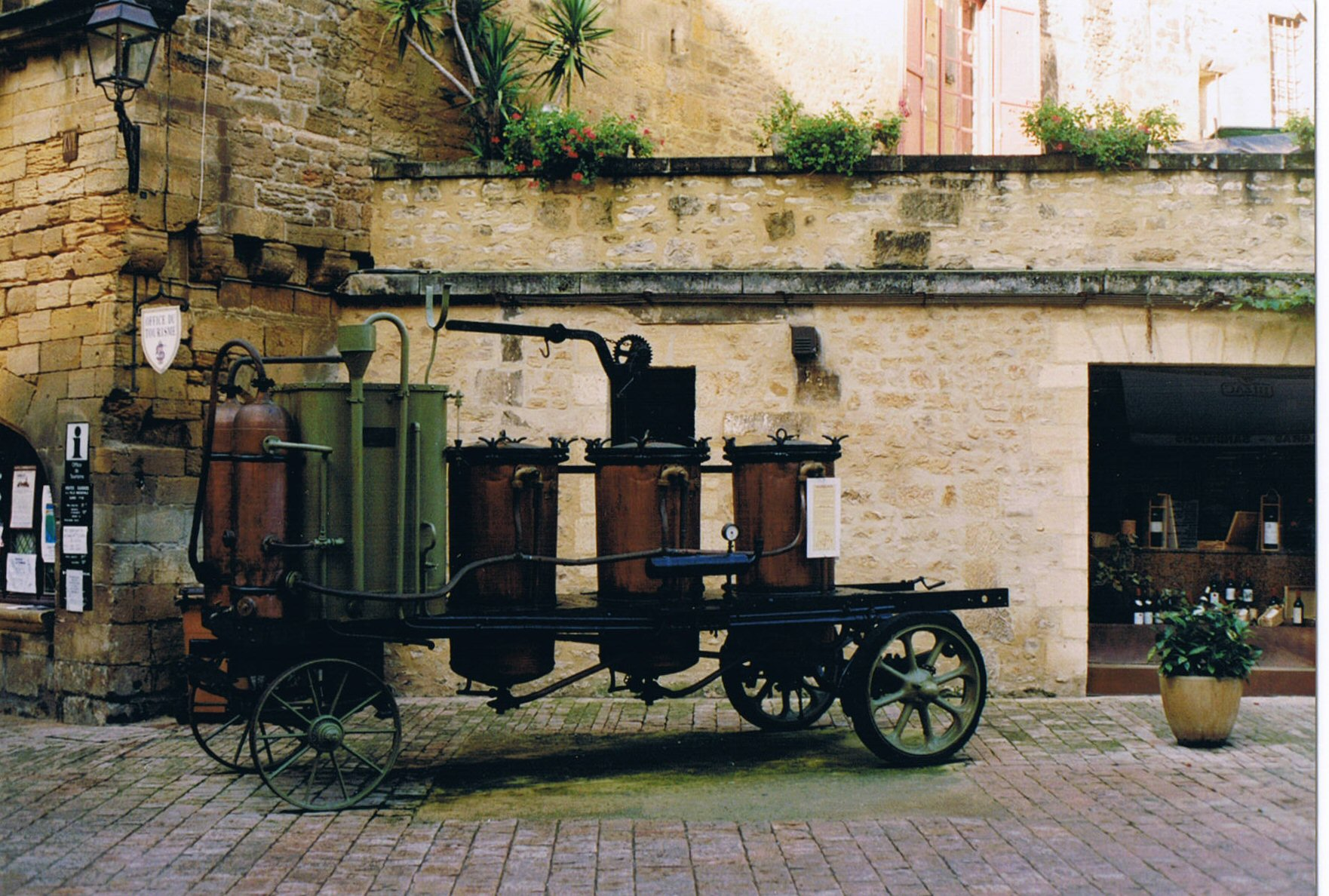
Alambic ambulant.

L'eau-de-vie de vin résulte de la distillation du vin de chaudière (cognac, armagnac), l'eau-de-vie de marc de celle du marc de cuve. Leur usage en cuisine est sensiblement le même.
Un usage très simple consiste à utiliser le pouvoir antiseptique de ce liquide au titre alcoométrique (ancien degré alcoolique) élevé. Les fruits conservés à l'eau-de-vie en sont un parfait exemple : cerises, prunes et pruneaux, raisins, etc. L'affinage de certains fromages utilise une eau-de-vie pour en frotter la surface dans le même but. L'époisses affiné au marc de Bourgogne entre dans cette catégorie. L'aseptisation du jambon avant salage et séchage est une pratique vendéenne liée au climat humide.

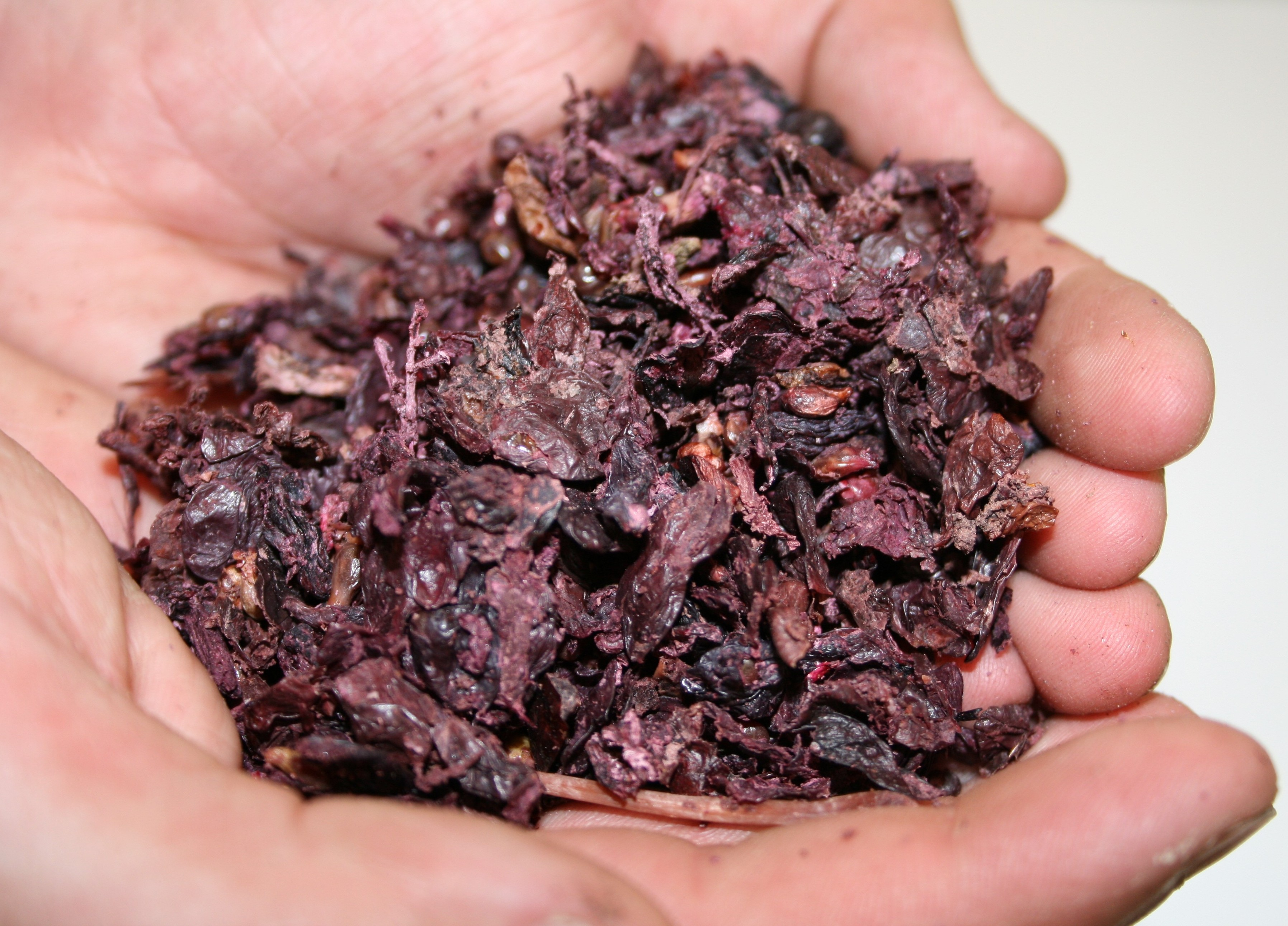
Marc de raisin rouge.

Le caractère inflammable de l'alcool permet de flamber certains mets. Le flambage des viandes en sauce permet d'ôter l'alcool tout en conservant les arômes dans les sucs de cuisson. Le flambage des desserts donne une connotation conviviale supplémentaire : le spectacle de la flambée à table devant les convives. Le pastis gascon flambé à l'armagnac en est un exemple.
Autrefois, dans le vignoble du Beaujolais, les viticulteurs devaient attendre autour de l'alambic que l'appareil chauffe pour récupérer leur « gnôle ». Pour tuer le temps, ils amenaient un casse-croûte et l'habitude fut prise de faire cuire leur saucisson ou leur morceau de lard sur un fagot de sarment au-dessus du marc. La viande cuisait à la vapeur d'alcool. Cette habitude s'est perpétuée avec la recette du saucisson au gène. Le gène est le nom local du marc de raisin. La charcuterie est cuite au four, nichée dans un plat rempli de marc. Le plat est arrosé de paradis, nom local du vin de presse pas encore fini de fermenter (donc encore sucré). Le liquide est filtré en fin de cuisson et réduit pour avoir la consistance d'un sirop.

### Vinaigre

#### Vinaigre de vin
Le vinaigre de vin est issu de l'action des bactéries acétiques sur le vin. Ces microorganismes dégradent l'alcool en acide acétique. Le vin s'acidifie et le vin aigre devient vinaigre. C'est un produit classique de la cuisine, utilisé abondamment pour assaisonner les salades en sauce vinaigrette.
Le vinaigre balsamique basique est un vinaigre sucré au moût de raisin concentré et coloré par du caramel.
Le vinaigre balsamique traditionnel de Modène et celui de Reggio d'Émilie proviennent de l'acétification lente d'un jus de raisin concentré. La fermentation est suivie d'un vieillissement de plusieurs années dans des fûts de bois différent. C'est un produit cher qui s'emploie plutôt comme une épice que comme un ingrédient.
Le vinaigre est l'ingrédient indispensable de nombreuses préparations condimentaires : moutarde, ketchup, Tabasco. Il a le double rôle d'agent liquide et d'acidifiant. Par ailleurs, son acidité volatile est un vecteur d'arôme : les plantes macérées parfument le vinaigre. Il a un rôle voisin de celui d'un exhausteur de goût.
Il sert aussi de conservateur pour des légumes et fruits crus ou cuits : cornichons, oignons blancs, pickles. Le ketchup québécois entre dans cette catégorie : il sert à utiliser les fruits et légumes de fin d'été tout en les conservant,.

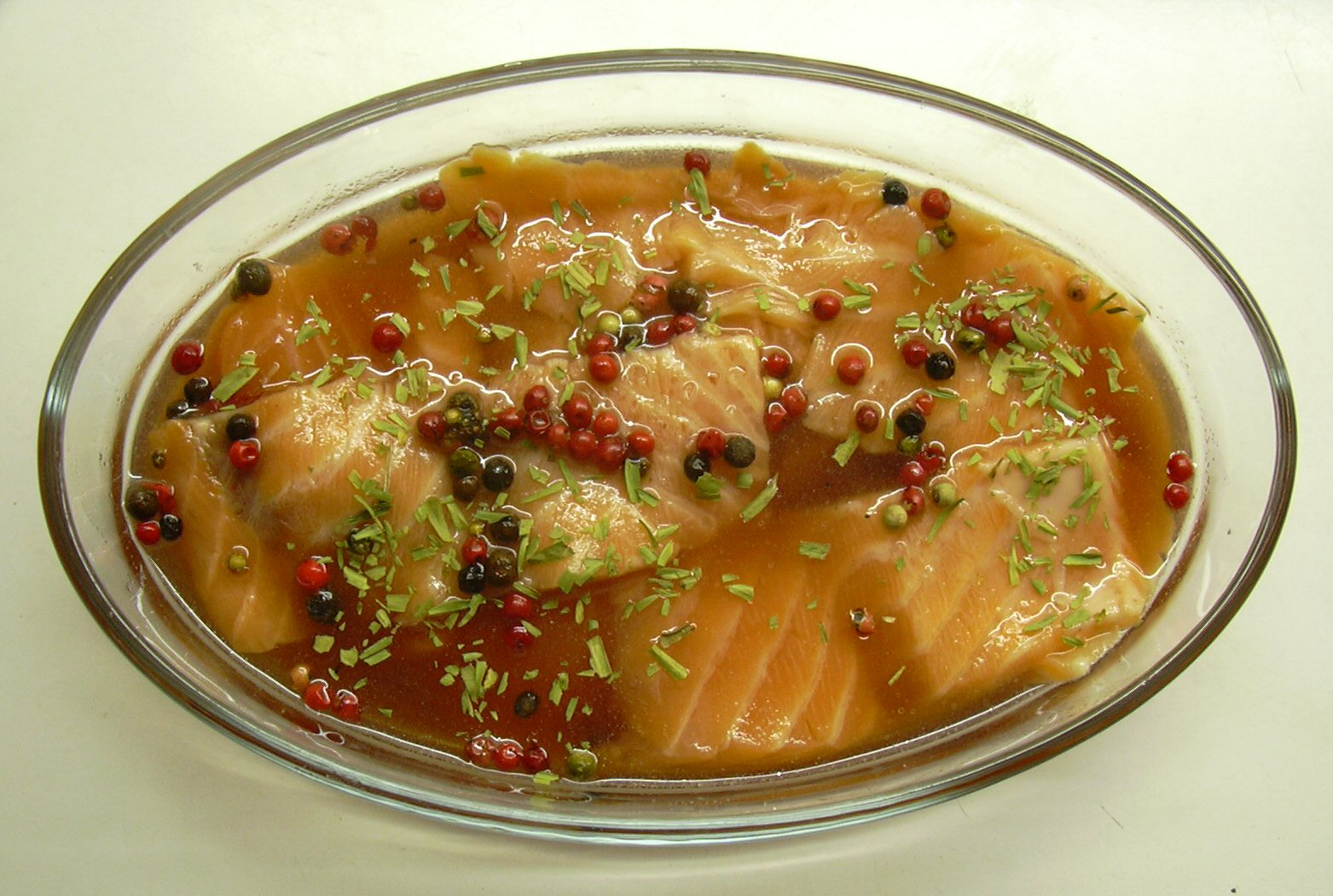
Marinade de saumon au vinaigre.
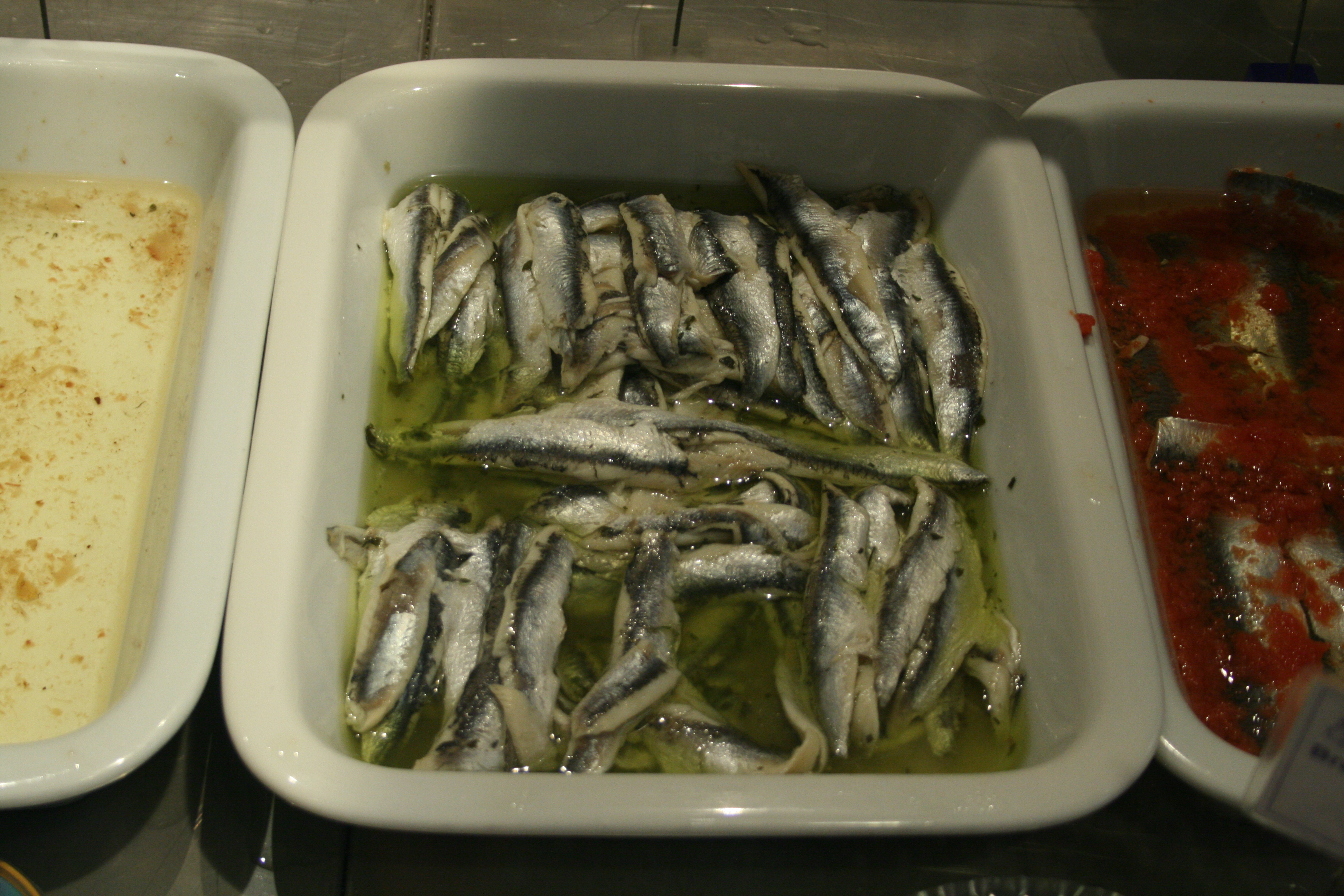
Anchois à l'escabèche.
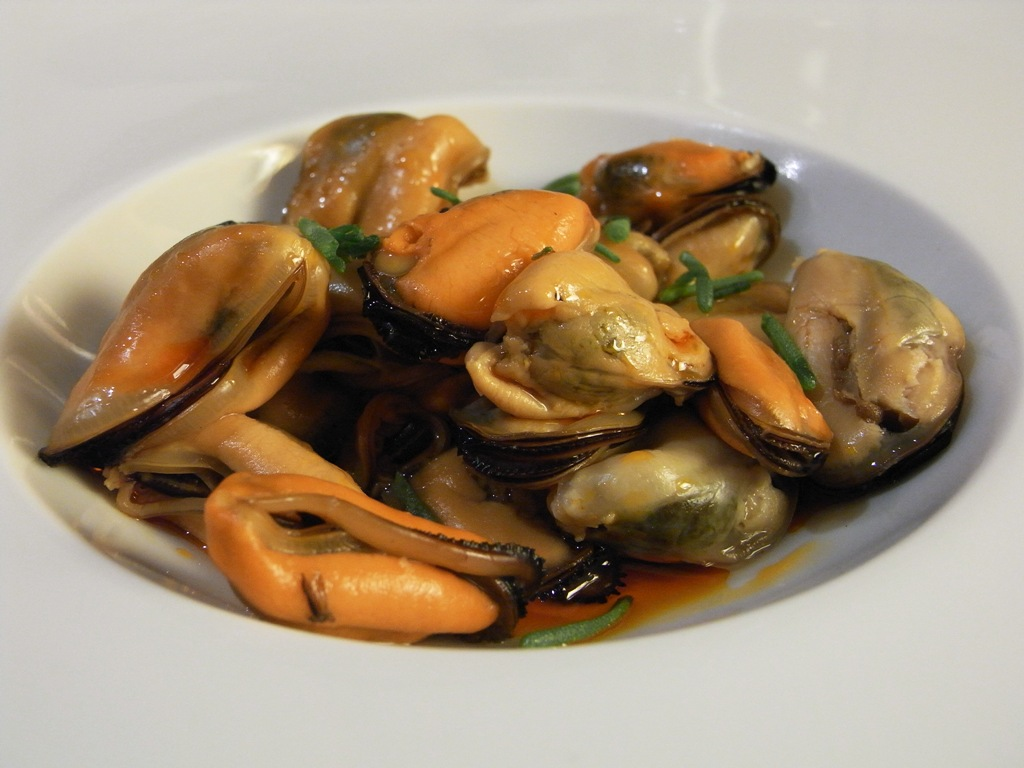
Moules à l'escabèche.
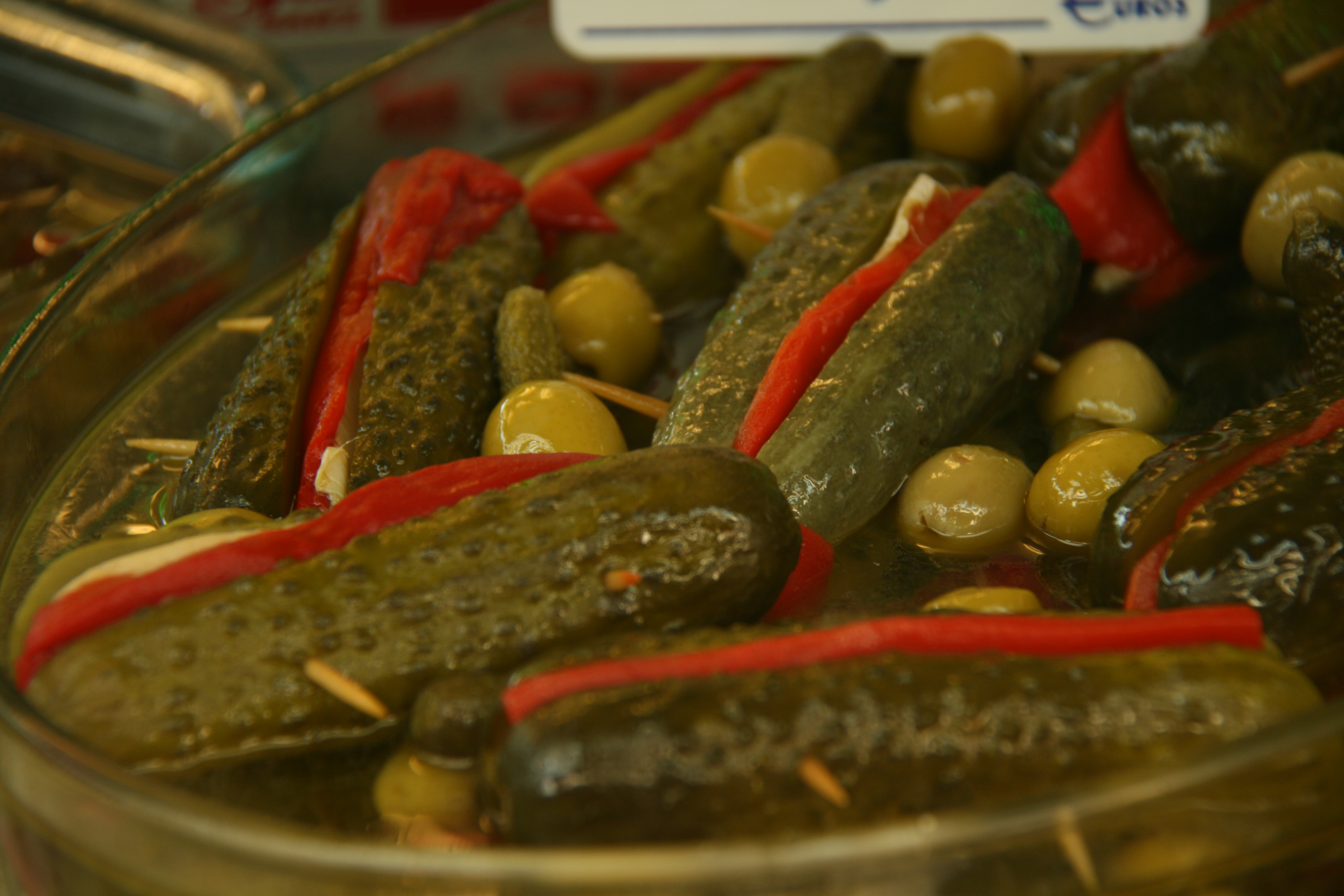
Pickles au vinaigre : cornichons, piments, olives.
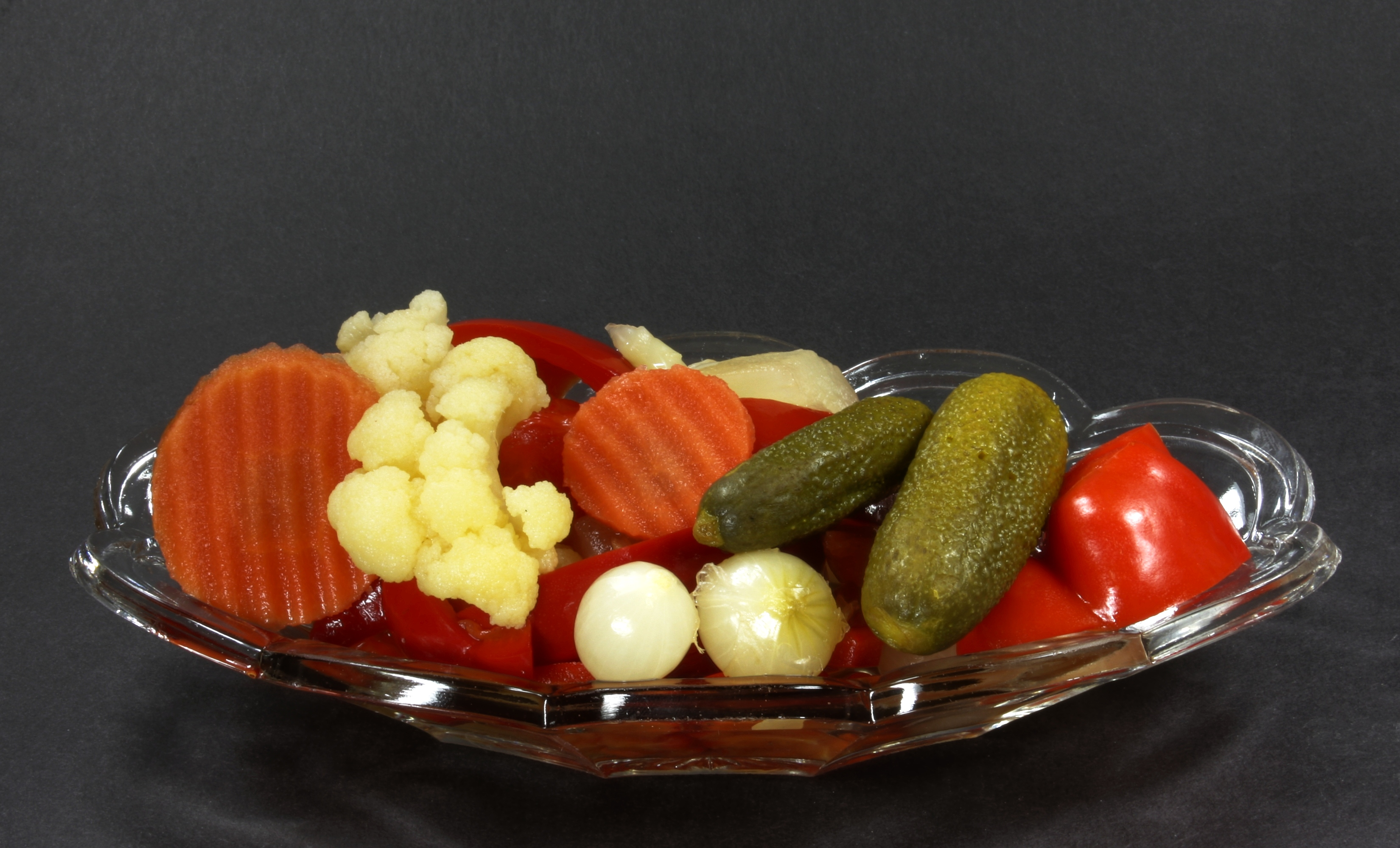
Pickles .
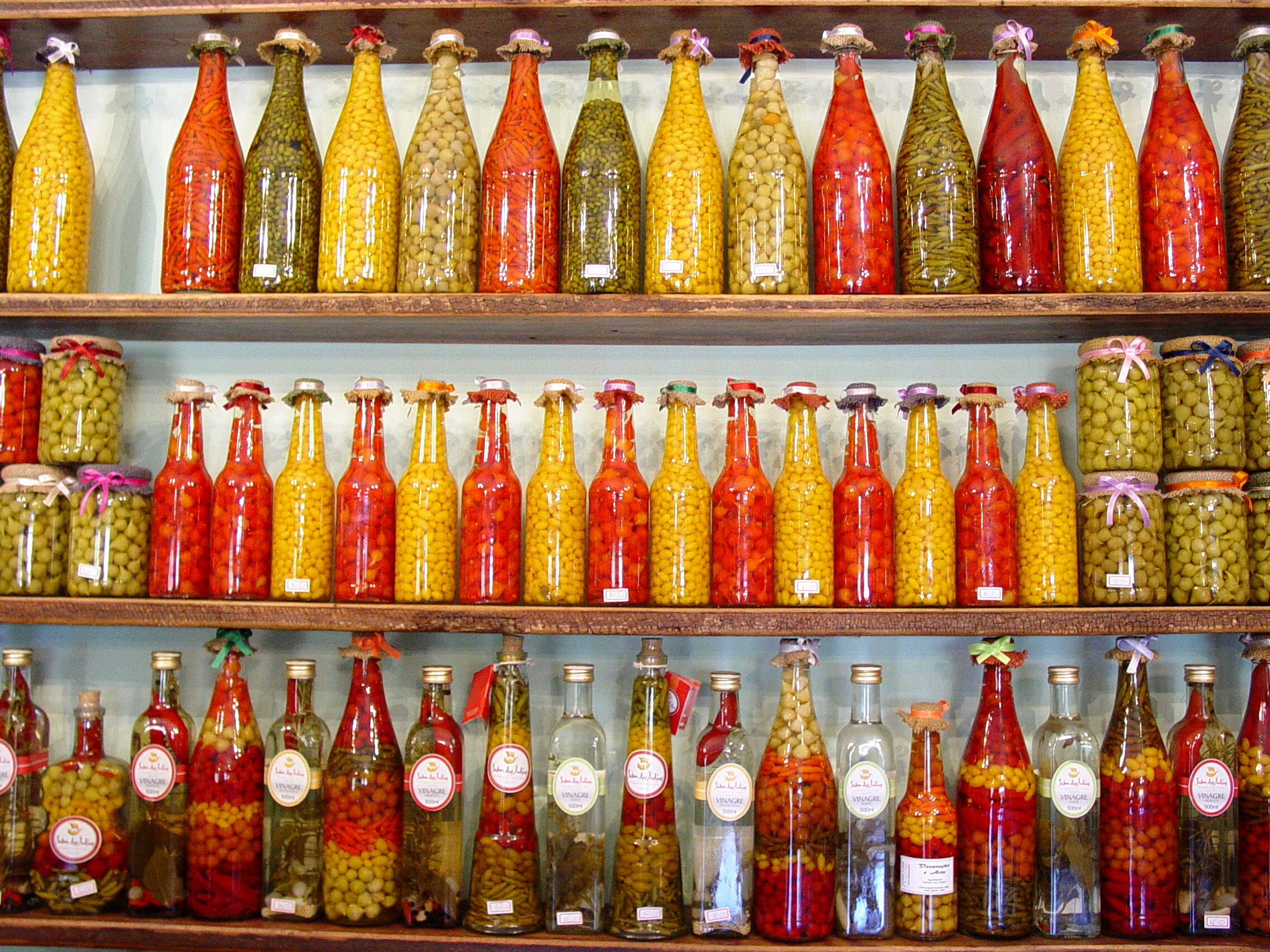
Collection brésilienne de pickles.
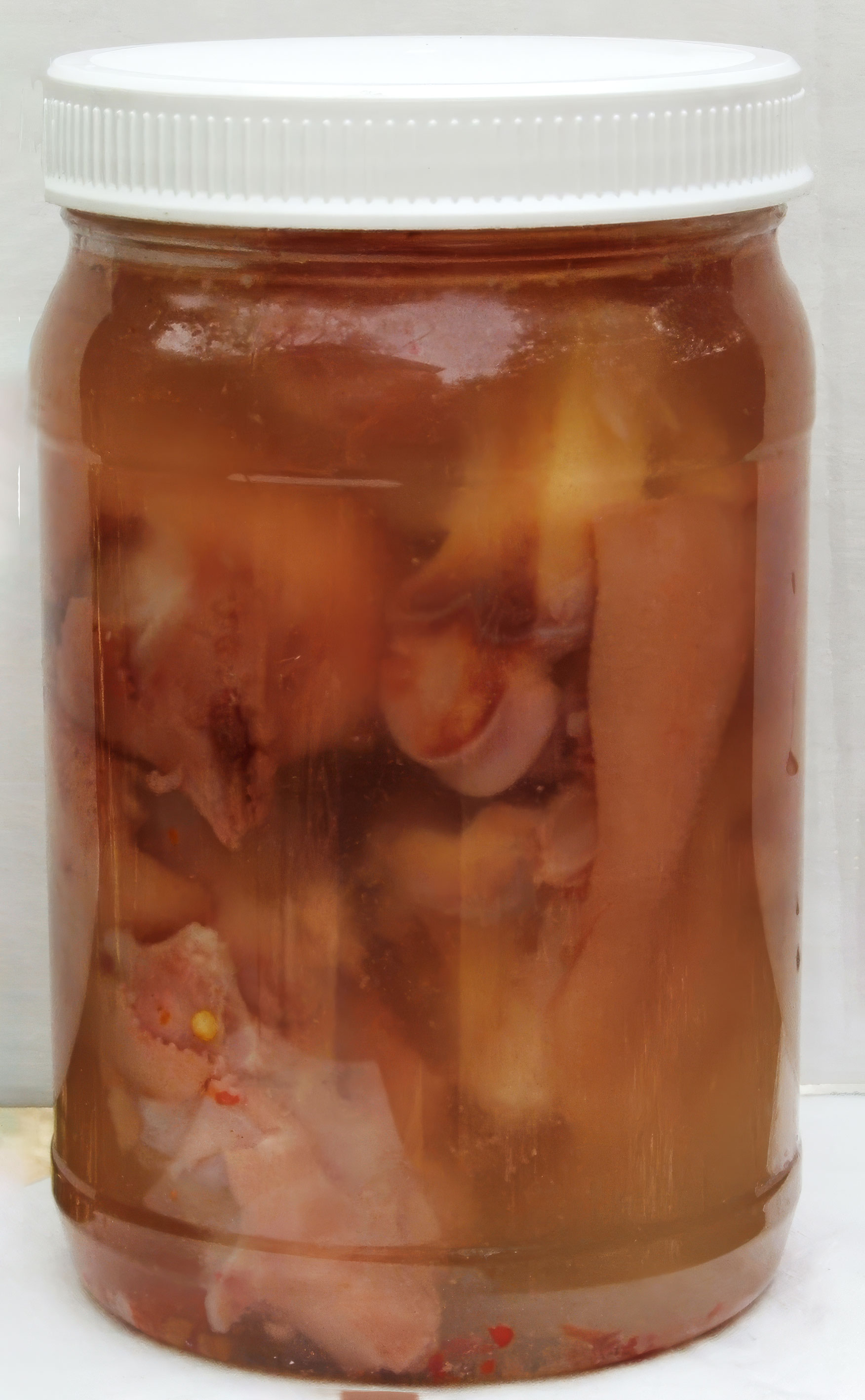
Pieds de cochon au vinaigre.
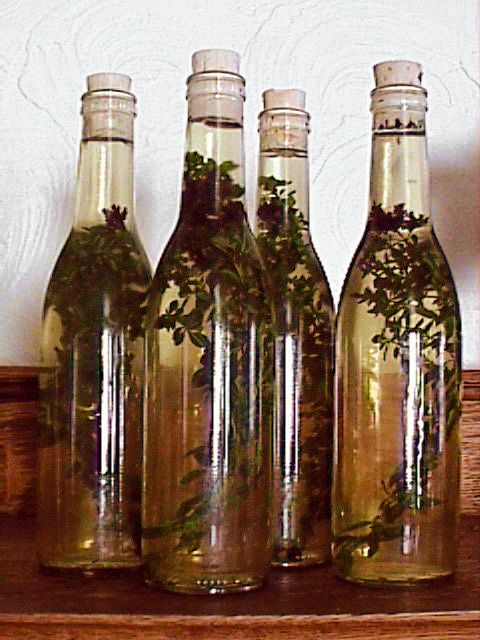
Vinaigre à l'origan.

#### Vinaigre balsamique
Le vinaigre balsamique traditionnel est un vinaigre de vincotto concentré : un moût de raisins cuit ayant subi une fermentation acétique et concentré par élevage en fûts de bois. Au sens strict, ce n'est donc pas un vinaigre de vin. Il est originaire des provinces italiennes de Modène et de Reggio d'Émilie. Son acidité douce s'allie très bien avec certains fromages et certains desserts sucrés.

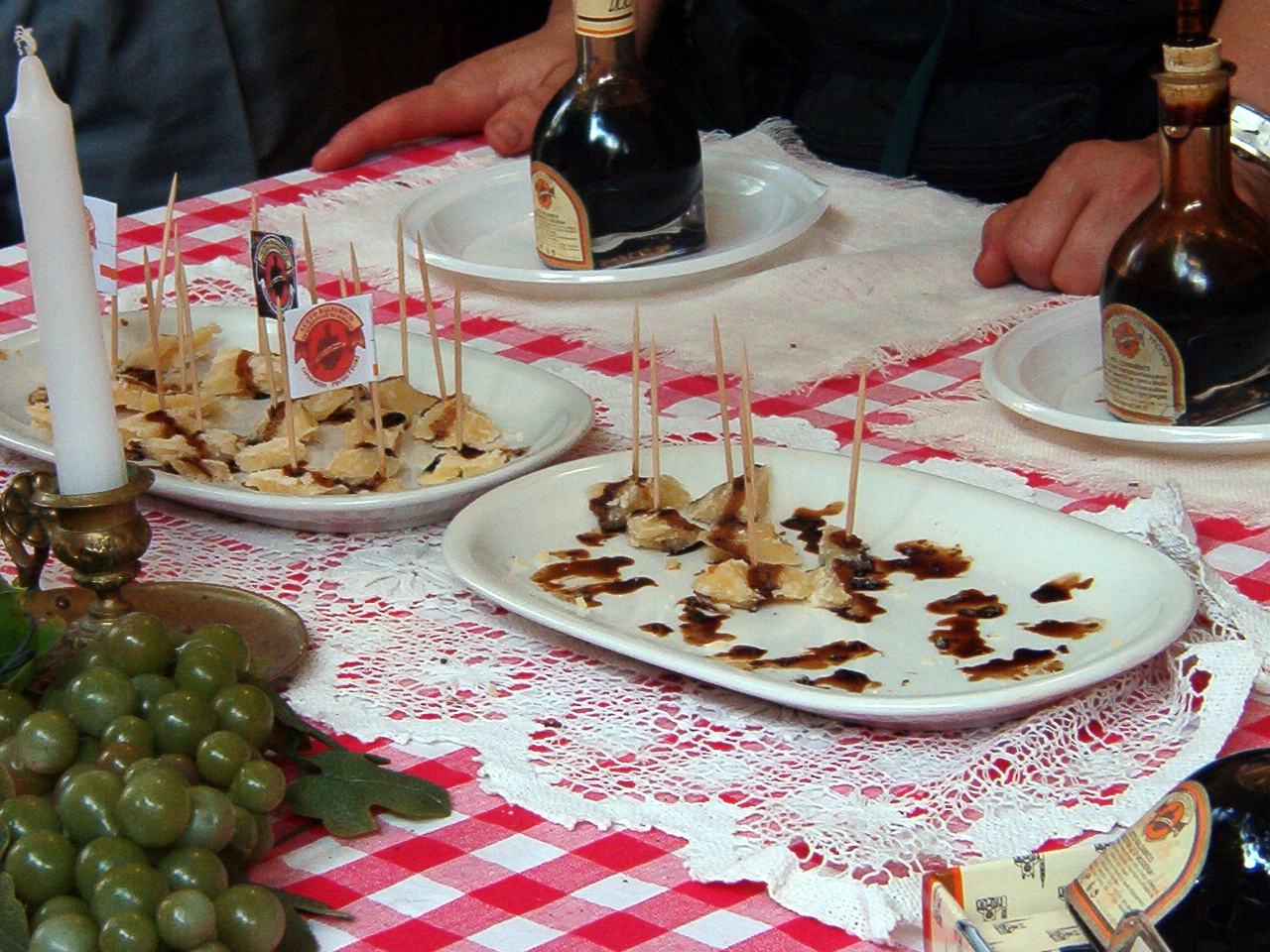
Parmesan et vinaigre balsamique.
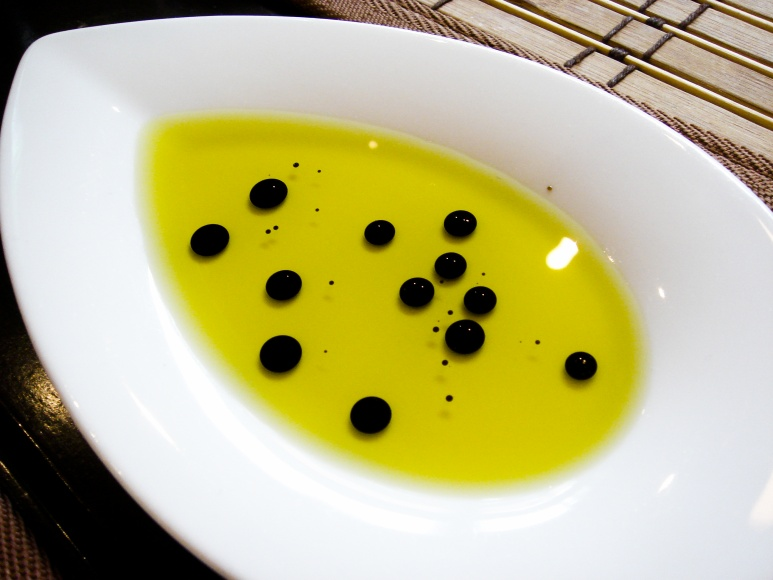
Vinaigrette balsamique.
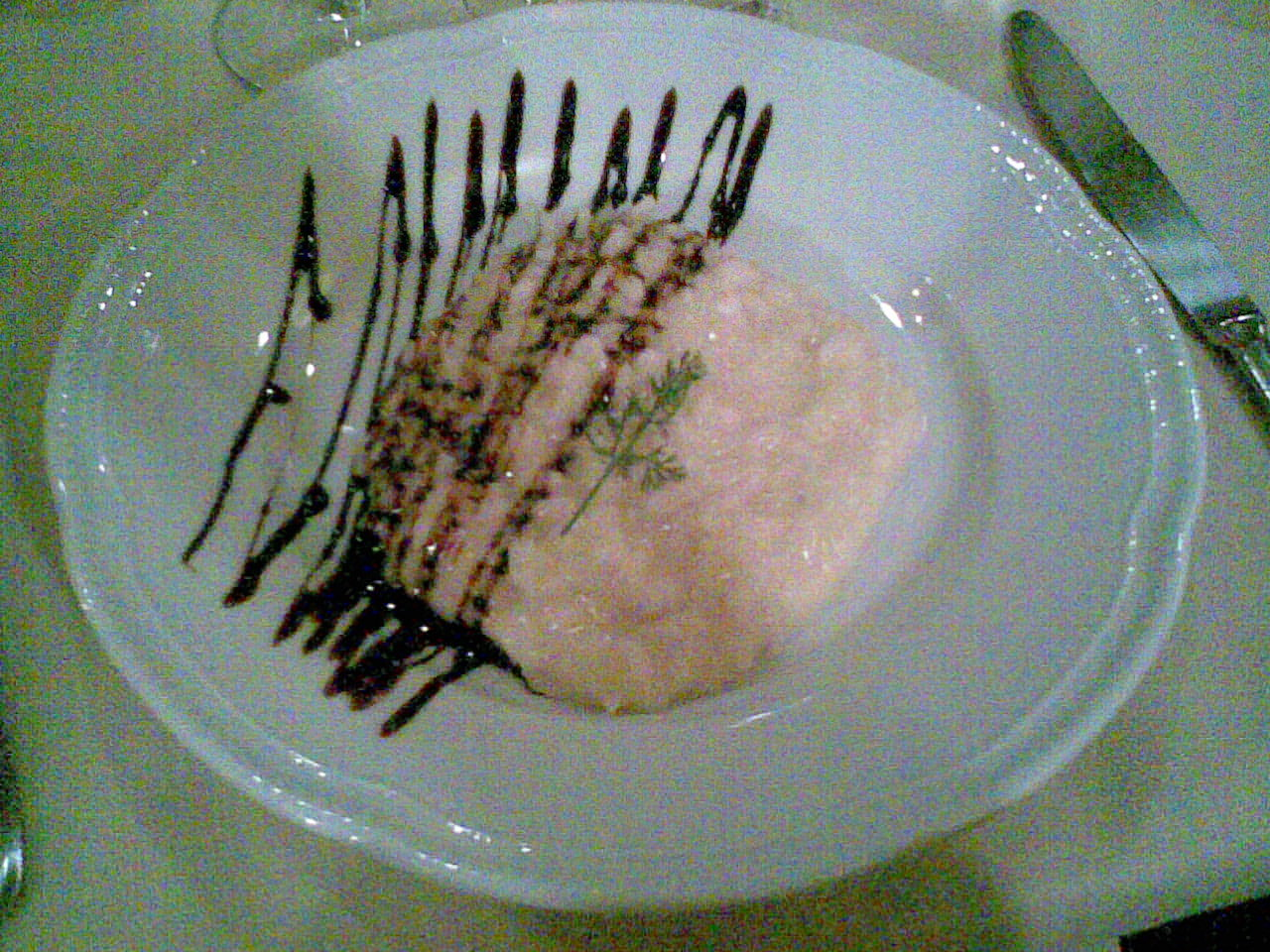
Risotto au parmesan balsamique.
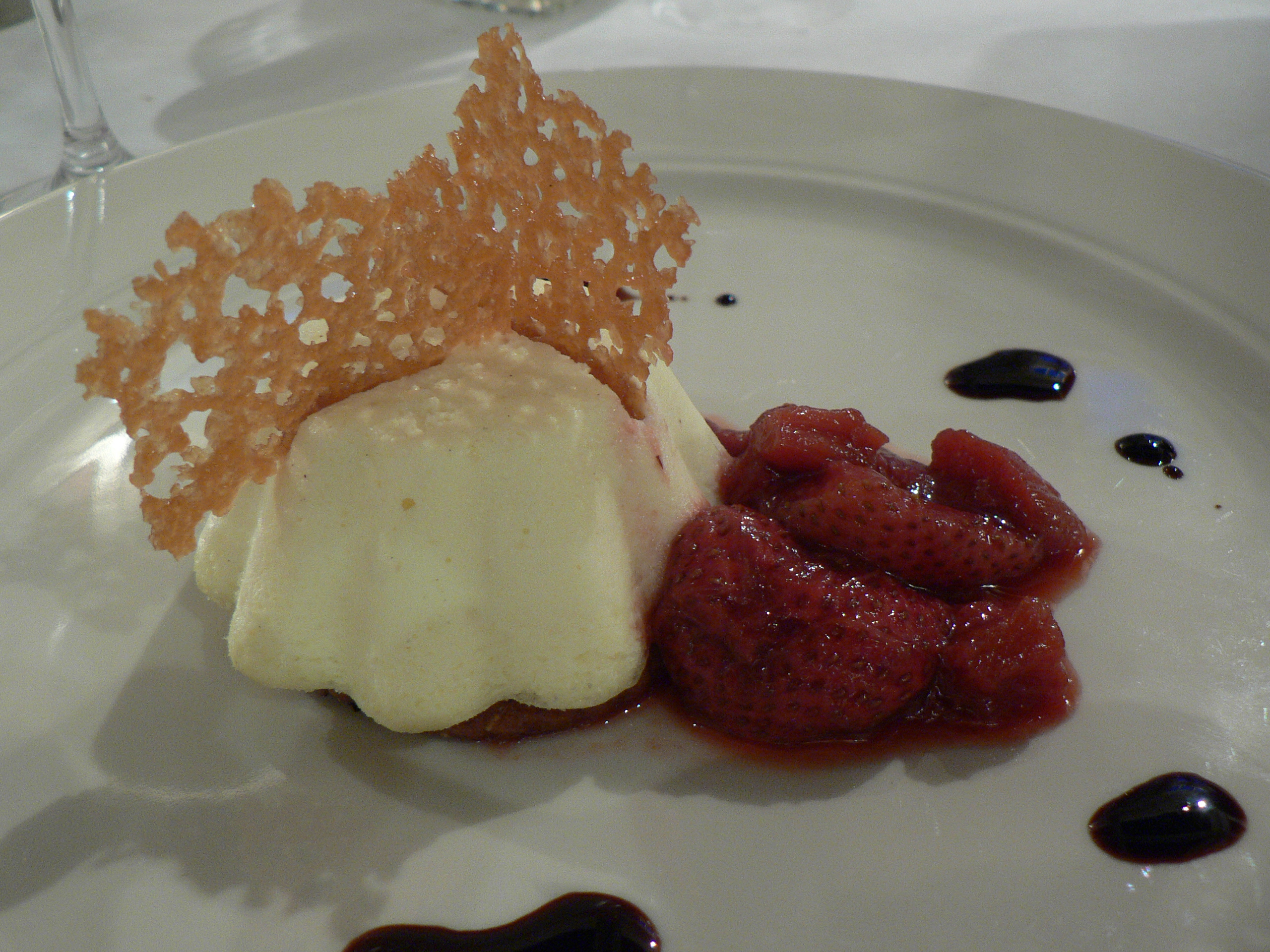
Au dessert avec un fromage de chèvre aux fruits rouges.

### Huile de pépins de raisin

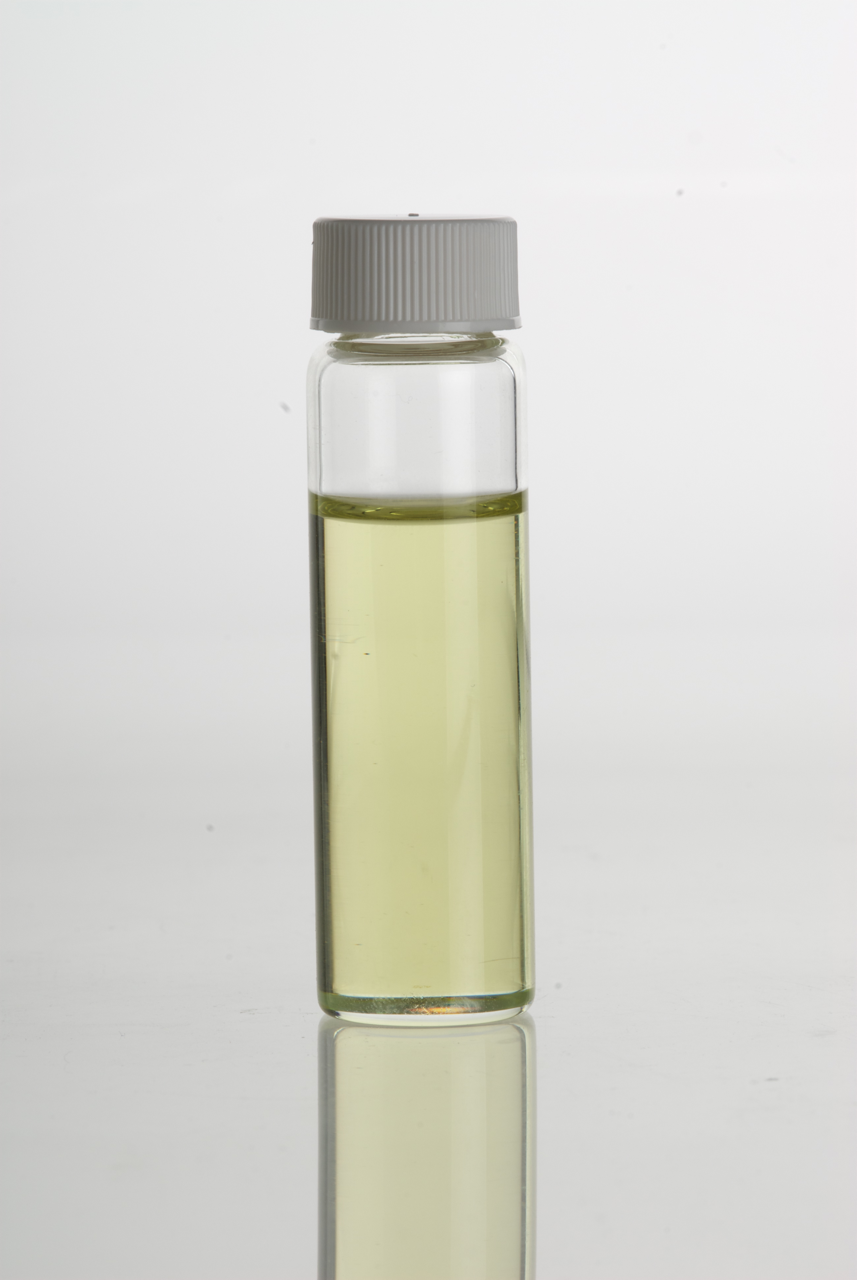
Huile de pépins de raisin pure.

L'huile de pépins de raisin est une huile riche en vitamine E. Sa composition comprend 12 % d'acides saturés, 16 % de mono-insaturés et 68 % d'acides poly-insaturés.
Elle est utilisable crue, grâce à son goût neutre et sa faculté à capter les arômes ; les macérations d'herbes et d'épices hachées sont très bien captées et restituées dans le plat.

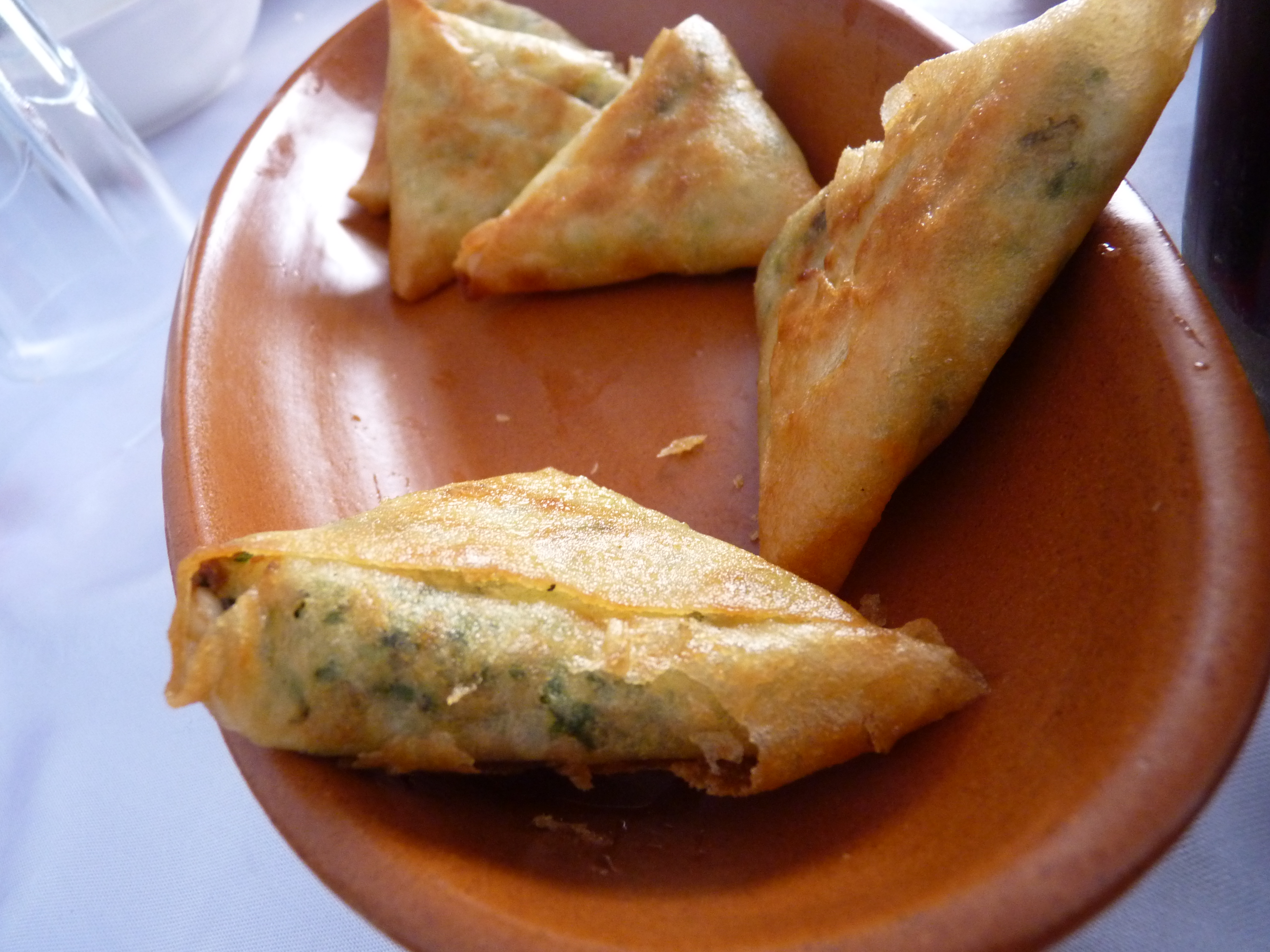
Brik pouvant être frit à l'huile de pépins de raisins.

Réputée résister aux hautes températures, elle est donc particulièrement recommandée pour les fritures comme la fondue bourguignonne. Dans ce plat, de la viande rouge est cuite dans un bain d'huile chaude. Dans la fondue bressanne, la viande rouge est remplacée par de la volaille (poulet ou dinde). La cuisson de toute viande lui est possible : veau, bœuf,,.
La friture à l'huile de pépins de raisin permet aussi de cuisiner les plats exotiques comme dans les calmars à l'indienne et la sauce curry. Les feuilletés, nems, feuilles de brick, beignets, rissoles, peuvent être cuits de la même façon.
Si l'on sort du cadre strictement culinaire, la richesse en vitamine E permet de nourrir la peau en massage. Utilisée comme diluant d'huiles essentielles, elle devient un ingrédient de la cosmétologie domestique.

### Marc de raisin
Le marc de raisin dit de cuve ou de vin ayant constitué le chapeau de marc est recueilli au terme de la cuvaison. Il est distillé en Eau-de-vie de marc ou valorisé comme condiment.

## Partie végétative de la vigne

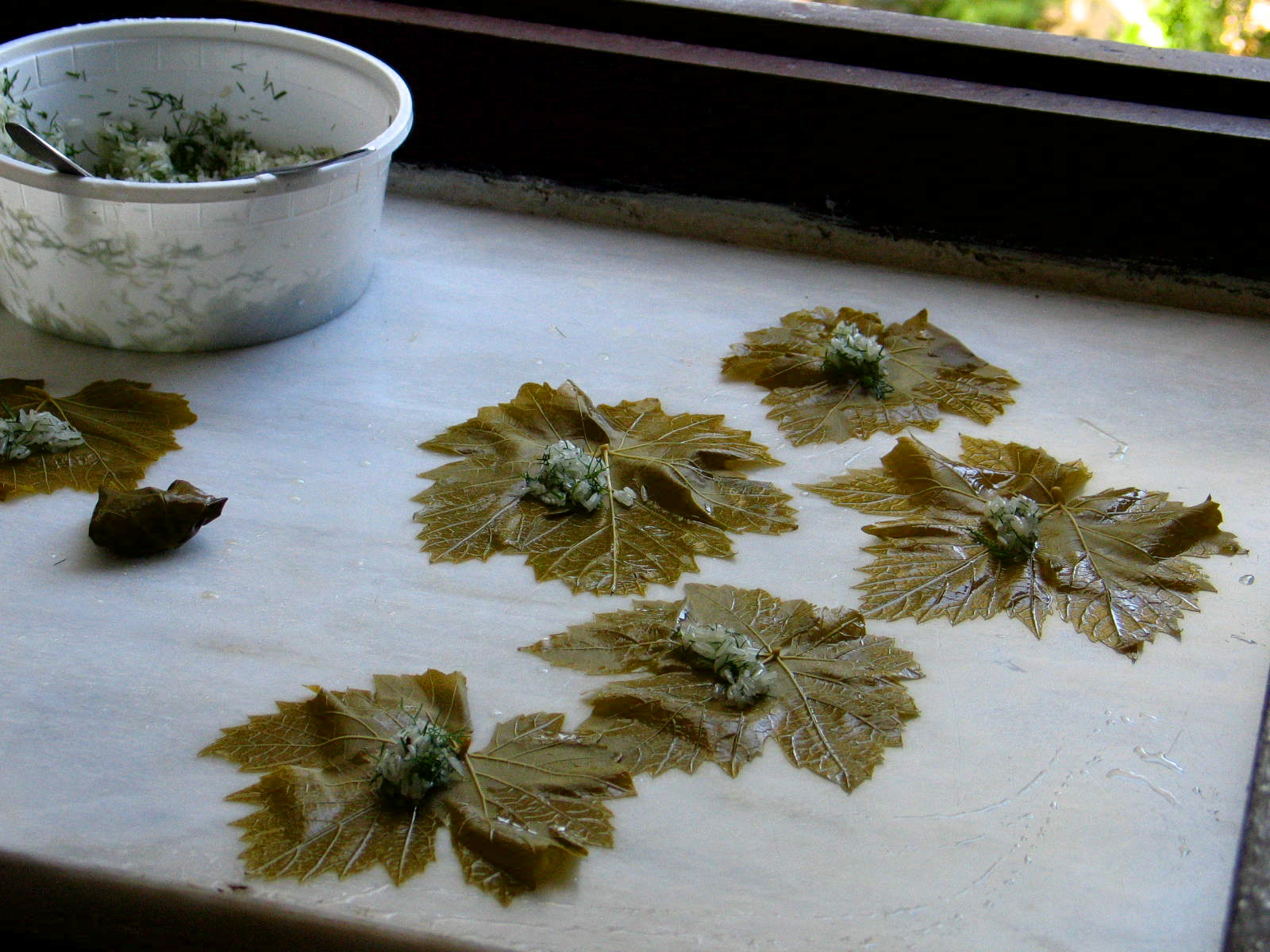
Farcissage de feuilles de vigne.

La feuille de vigne se farcit dans les cuisines moyen-orientales (cuisine ottomane), dans les cuisines grecque, arménienne, turque, etc. Elle est roulée autour de riz cuit selon une recette voisine du pilaf, avant d'être cuite à l'étouffée : dolma. En Turquie, les feuilles de certains cépages sont particulièrement recherchées pour la réalisation des dolmas (littéralement « farcis »), comme pour le cépage narince dont la qualité des raisins souffre parfois d'une surexploitation des feuilles pour la cuisine.
Le bois de vigne (souches et sarments) est recherché pour les grillades de qualité. Sa braise dure peu mais donne une chaleur qui convient bien à la cuisson au gril. Depuis l'usage généralisé des traitements phytosanitaires, son utilisation pour la cuisson a fortement diminué.